# オシャレ魔女♥ラブandベリー
『オシャレ魔女♥ラブandベリー』（おしゃれまじょ ラブアンドベリー、英語表記：Love and Berry: Dress Up and Dance!）は、かつてアミューズメントパークなどで稼動していた、セガが開発したトレーディングカードゲーム方式の女の子向けアーケードゲーム。2004年10月30日からアミューズメント施設に登場。2008年9月19日までの間稼動していた。『甲虫王者ムシキング』の女の子版として開発され、筐体も『甲虫王者ムシキング』と同じものを使用していた。
子供たちの間では「ラブアンドベリー」または「ラブベリー」と略されて呼ばれていたが、雑誌「ラブベリー」と混同する恐れがあるので、新聞やTV等では「ラブベリ」と略記していた。
2006年11月22日にカードリーダー付きのニンテンドーDS用ソフト『オシャレ魔女♥ラブandベリー 〜DSコレクション〜』が発売された。

## 概要

### ゲーム内容
1回のプレイ料金は100円。コイン投入後、「オシャレまほうカード」（ブラインド方式）が1枚出てくる。そして「ラブ」「ベリー」「ミーシャ」のキャラクターを選択。続けて髪型・服・靴のカードをスキャンして着せ替えを行い、コーディネイトする。この際にTPO（ステージ）やキャラクター、トータルコーディネイトに合っているか等で「オシャレパワー（お洒落度）」を評価される。着せ替えは制限時間内なら何度でも可能。コーディネイトやラッキーカラーを駆使した組み合わせだと、オシャレパワーを上げる可能性が高い。
次いでのダンスゲームでCPUと対戦、歌のリズムに合わせてボタンを押しタイミングの的中度合いなどで採点（タイミングの的中度合いが悪ければ画面に「シッパイ」と表示）。最終的にオシャレパワーとダンスの総合ポイントが高い（目立った）方の勝ちとなる。
ダンスステージは6種類。カードの種類は76種類（登場時）→88種類（2005年春・夏）→106種類（2005年秋・冬）→136種類（2006年春・夏）→167種類（2006年秋・冬）→189種類（2007年春・夏）と変化している。また、雑誌についてくる付録などの限定カードを含めると約200種類に上る。
現在はカード出荷が終了した状態であり、筐体からは過去の在庫カードが払い出される。店舗に残っている在庫カードが無くなり次第運営終了となる。
なお、2006年秋・冬コレクションではDS版の発売に併せて期間限定で、ゲームをプレイせずにカードを購入できるようになっていた。これは2007年春・夏へのバージョンチェンジに伴い、順次終了した。
2006年5月末現在、ラブandベリーの筐体の設置台数は全国で7,900台。累計カード出荷枚数は2008年6月末の時点で2億7,300万枚を記録している。
また、ゲーム内で使用された楽曲を収録したCD『オシャレ魔女 ラブandベリー2006春夏ソングコレクション』はオリコン初登場13位と、アーケードカードゲームのサウンドトラックとしては異例のヒットとなった。

### 評価と影響
2005年から2006年頃にかけては幼児・小学校低学年の女の子を中心に大ブームを巻き起こし、最盛期には『ラブandベリー』ブームも『ムシキング』ブーム同様に空前の規模となり、デパートのアミューズメントコーナーやアミューズメントセンターでは、ラブandベリー大会（オシャレコンテスト）もよく開かれていた。カード販売数が他社の類似機種のものと比べてはるかに多いこともあり、稼働率が低下した状況でも、稼動終了まで続けていた店舗もあった。
ゲームシステムは基本的には『甲虫王者ムシキング』の女の子向けだが、ムシキングは虫というキャラクター自体の収集と対戦を肝とするのに対し、ラブandベリーは様々なファッションアイテムとそれをコーディネイトする要素を主軸に据えていた。
セガはアパレル事業（後述）も立ち上げ、ゲームに登場する衣装を元にしてトドラーサイズにした子供服も販売していた。
このゲームの登場を機に「カードゲームは男の子向け」というイメージが払拭され、近年は本機に類似した女の子向けカードゲームも続々と登場している。女の子向けアーケードゲームとしてもプリクラと並ぶ大ヒット商品となっている。また、このゲームをベースとしたカードゲームが他社から登場するなど、今後のカードゲーム機の開発にも大きな影響を及ぼした。
服などのセンスもコレクションと興味の対象となるだけのクオリティを確保しており、遂にはこれを現実に製品化し販売するまでに至っている。これらのデザインにはファッション専門学校の学生からコンベンション方式で採用したものも多い。メーカー側にとっては時代に即した感覚と新鮮さが得られ、学生にとっても良い機会と経験になっていたようである。
ビジネスモデル等は『ムシキング』と同様で（参考）、法的に自動販売機とみなされ、アミューズメント施設以外の場所に設置されることの方が多かった。このため店舗側の初期投資は非常に少なく、ファミリー層向けのアミューズメントパークでは、『ムシキング』同様に『ラブandベリー』が無い店は皆無と言えるほど広く普及していた。
ただし、本作は『ムシキング』などとは違い、プリクラ同様に「男性客がメインの施設に女児向けのコンテンツを設置する」といういびつなビジネスだったため、アミューズメント施設の運営者は「ナンパ目的」などで女性客に近寄る男性来場者から女性客を保護する必要があり、保護が行き過ぎると施設そのものから本来の客層である男性客が離れてしまう難点もあった。このため、繁華街や裏通りなどの立地の、ビデオゲームがメインでファミリー客の来場を期待しないゲームセンターに設置されることは少なかった。
ラブとベリーのデザインはリカちゃんなどの着せ替え人形を思わせる物で、リアルな3次元コンピュータグラフィックスで作成されていた。これは、いわゆる「大きいお友達」が寄り付かないように萌え絵を避けた結果と言われる。

### 稼動終了
2006年頃から競合他社が女児向けキッズカードゲーム市場に続々と参入。2007年秋頃にアパレル事業の展開を終了した。発売元のセガは本ゲーム自体も「一定の役割を終えた」と判断し、2008年9月19日に稼動を終了させた。ただし、終了発表後公式的な稼動終了日に完全に筐体が市場から消える日程で強制撤去を行ったタイトーと異なり、カード在庫の残っている限り稼動を続けている店舗もある。
2007年頃から稼働率の低い筐体が店頭から撤去されはじめており、それらはディズニーをキャラクターとして使用した子供向けトレーディングカードアーケードゲームである『マジカルダンス オン ドリームステージ』などに改造されている。2008年9月に筐体が完全撤去されたものの、それらも後継機の『ちゃおまんがステーション』や『リルぷりっ ゆびぷるひめチェン!』に改造され再利用される。
ゲーム性の違いから、カード単体で遊ぶことの出来る『ムシキング』と異なり、オシャレカード単体では遊ぶことが出来ず、サービス終了後はコレクションとして以外の意味を持たない紙切れになってしまうという問題があり、本作以外に他社の類似作品でもそのような事態が発生している。ただし本作のカードは、DS版ソフトに対応したものであればそちらで遊ぶことが出来る。

## ゲームモード
登場初期のゲームモードは2種類だったが、2005年秋・冬バージョンから6種類に増えた。2008夏バージョンでは7種類になった。
最終バージョンで選択できたモード
ちょーかんたん
旧「かんたん」で初心者向け。タンバリンのパターンが他のモードに比べて非常に簡単になっており、叩く回数のアドバイスももらえる。最大2ステージ。
おすすめかんたん
中級者向け。ボーナスタイム中に上手にプレイできると、スペシャルボーナスに移行する(シッパイ評価が出るまで)。最大3ステージ。
はりきりかんたん
むずかしい→ちょーむずかしい→ちょっとむずかしい→はりきりかんたん、と、何回もモード名が変更されている。上級者向けで、失敗するとオシャレパワーがしばらくの間0になる。スペシャルステージをクリアすると現れるシークレットコードを公式ホームページで入力すると、秘密情報が得られる。最大4ステージ。
オシャレけんきゅう
モード名通り、オシャレの研究用モードで、ダンスプレイはできない。一時期削除されていたが、2008夏で復活。
ふたりできょうりょく
ラブとベリーが協力して目標のダンスポイントを目指すモード。最大2ステージ。
ふたりでたいせん
1対1の対戦モード。このモードでは、過去の削除曲も選択できる。2ステージ。
ワンワンといっしょ
いっしょにワンワンのカードを使ってプレイすることができる。2ステージ。

過去に存在したモード
ふたりでかんたん/ふたりでむずかしい
2008夏にて、ふたりできょうりょくに統合される形で削除された。

## ステージ
2005年秋冬コレクションバージョンからステージの選択が「ちょーかんたん」に限り可能になった。
歴代の全曲を記載する。2008夏では、ふたりでたいせんモードにおいて過去の削除曲も選択できるようになった。
ストリートコート
曲：インスト曲(曲名不明)、ABC de 大丈夫!、TOMODACHI、すすむキモチ、にじいろのなみだ、あのそらのむこうに、スマイル×スマイル
ストリートダンス向きのステージ
ファッションストリート
曲：インスト曲(曲名不明)、まちでうわさの…、ふしぎなさんぽ、パパのバースディ、おねがいかなえて、ハッピイきねんび、ラブベジ
街中のおしゃれで若者が集まりそうなステージ。渋谷がモデル。
ディスコ
曲：ミラーボール大作戦、ねぇみて!、トキメキときめく、らぶりぃスマイル、オシャレマジック、ぎんがのファンタジー
昔風(90年代くらい)のディスコのようなステージ
シーサイドステージ
曲：ナツ"e"ナツ、KIRAKIRAマーメイド、それが なつなの、なつのかけら、なつだ!プールだ!レッツゴー!、まだまだナツもよう、カラフル☆シーズン
海をバックにした涼しげなステージ
アイドルステージ
曲：Re-Born、またあしたね、はるはいいね、ゆきのサイン、エンジェルンルン、あきいろセレナーデ、オレンジのかなたへ
女の子が喜びそうな華やかなステージ
舞踏会（画面では「ぶとうかい」と表示）
曲：春の声、はなのワルツ、うつくしきあおきドナウ、メリー ウィドウ ワルツ、グランドワルツ〜華麗なる大円舞曲〜、エンペラーワルツ
お城のような華麗でゴージャスなステージ
スペシャルステージ
曲：こいのまほう、ナツ"e"ナツ、Re-Born
はりきりかんたん一級になると登場。3つのうちどれか選んでできる。
ゲーム中で使用される曲を歌っている歌手は、2007春夏までは女性2人組グループのRabbi☆min（ラビミン）が担当していたが、2007秋冬以降の曲ではFutaba（フタバ）に交代した。

## オシャレまほうカード一覧
各カードにはそれぞれ「ラッキー☆カラー」が設定されている。ラッキーカラーはステージ選択後の着替えの時間に上部に示され、適切に組み合わせるとオシャレパワーが上がる。各カード下部にはコメントが記載されている。
2005年春コレクションより、ヘア&メイクアップ・ドレスアップ・フットウェアの3種にはそれぞれ「ラブリー」「ナチュラル」「スポーツ」「エレガンス」という4つの属性が付与された。本稿ではカード名の横に（属性／ラッキーカラー）と記載する。
なお、ここではシーズンの固有番号（05F、06N等）は記載せず、種類の固有番号のみ記載する。
　例）096-06N(2006年夏) → 096 ／ 057-05A(2005年秋) → 057
H（ヘア＆メイクアップカード）
髪型や顔を変更する際に使われるカード。
- 001　さらさらロング（エレガンス／ラブ黄・ベリー青）
「どんなコーデにも合うていばんヘアだよね。ナチュラルメイクでせいそにきめるよ♡」
- 002　さわやかポニーテール（スポーツ／ラブ黄・ベリー青）
「スポーティーコーデにも合うさわやかヘアだね。まえがみはよこにながして今風に。」
- 003　おひめさまヘア（エレガンス／ラブ黄・ベリー青）
「おひめさまみたいなヘアだね。すてきなドレスに合わせればみんなのちゅうもくまちがいナシ！」
- 004　ホットバンダナ（ナチュラル／ラブ黄・ベリー青）
「からめのバンダナをきりりとまいてお姉ぽいスタイル！アクセントのクリップも見のがせないね。」
- 005　マリンヘア（スポーツ／ラブ黄・ベリー青）
「ブルーけいメイクでさわやかガール。ナナメ分けの長～いまえがみとトップの結びでリゾート気分！」
- 006　クールニット（スポーツ／黒）
「ストリートヘアにはクールメイクがかっこいいよね。ぼうしのロゴもスパイスきいてるね☆」
- 007　たてまきガーリーヘア（ラブリー／ラブ黄・ベリー青）
「おじょうさまっぽいたてまきカールとふんわりしたピンクメイクがちょ～かわいいよね♡」
- 008　ロングアップヘア（ナチュラル／ラブ黄・ベリー青）
「まん中分けがポイントのおでかけヘアだね。ボリュームアップでリッチガールをきどるよ。」
- 009　げんきっ子ヘア（ナチュラル／ラブ黄・ベリー青）
「上下の2つむすびが元気に見せるポイントだよ。オレンジチークとほっぺの♥でいたずら気分！」
- 010　ぴょん×2あみこみヘア（ナチュラル／ラブ黄・ベリー青）
「ていばんの三つあみもあみこみならグッとしんせんになるね。フェイスラインもすっきり見せちゃうよ。」
- 011　プリティたてロール（ラブリー／ラブ黄・ベリー青）
「きふじんの間でりゅうこうしたヘアだよ。ドレッシーなふくそうでバッチリきめたいな♡」
- 012　ポンバドールショート（ナチュラル／ラブ黄・ベリー青）
「おおきめポンパドールと外ハネヘアでカジュアルモードぜんかい☆ボーイッシュになりすぎないのが◎」
- 013　モンキーショートヘア（スポーツ／ラブ黄・ベリー青）
「クールなコーデにもピッタリ合うヘアだね。グリーンメイクでさわやかこうかアップ☆」
- 014　スパイシーよこむすび（エレガンス／ラブ黄・ベリー青）
「おでこアップでキリッとお姉けいをアピっちゃお。よこでむすんだたてロールもかっこいい☆」
- 015　アメカジキャップ（スポーツ／青）
「スポスタイルのマストアイテム＝キャップだね。アメカジカラーと4本の三つあみがめちゃクール！！」
- 016　ふんわりセミロング（エレガンス／ラブ黄・ベリー青）
「ふんわりヘアでしとやかガールをえんしゅつするよ。ゆうめいなえいがに出てきたヘアだよ。」
- 017　くるりんマジックガール（／ラブ黄・ベリー青）
「お人形さんみたいなくるりんカールがちょ～カワイイ♡モテ×2ピンクメイクでみんなのアイドル。」
- 018　プチおだんごヘア（ラブリー／ラブ黄・ベリー青）
「サイドにつくったキュートなおだんごでオトメパワーアップ！モテガールならこのヘアでキマリだね。」
- 019　ぱつんとバングスヘア（エレガンス／ラブ黄・ベリー青）
「みじかめにそろえたバングスで目ぢからアップだよ！なにげなよこむすびが今どきだねっ。」
- 020　リボンキャスケット（ラブリー／緑）
「後ろにピンクリボンつきのキャスケットはカワイさダントツ！花コサージュもキマってるよね。」
- 021　クールビューティーヘア（ナチュラル／ラブ黄・ベリー青）
「こせいてきなよこハネヘアだね。すずしげなグリーンアイシャドウでクールビューティーをめざすよ☆」
- 022　ファンキーアフロ（ナチュラル／ラブ黄・ベリー青）
「70年代にりゅうこうしたヘアスタイルだよ。ハジけたファッションでソウルフルにきめちゃお☆」
- 023　はなやかヴィーナスヘア（ラブリー／ラブ黄・ベリー青）
「はなやかなアップヘアがいんしょうてきだね。キラキラドレスと合わせてゴージャスにきめたいな。」
- 024　チェーンストロー（エレガンス／紫）
「かざりがついた中おれストローハットだよ。ハデ柄バンダナをチラ見せしたらＢけいスタイルかんせ～い☆」
- 025　M×2サイドカール（ラブリー／ラブ黄・ベリー青）
「くるんと顔にかかったサイドのカールがチャーミング。ふんわりコーデでおめかししましょ♪」
- 026　オリエンタルシニヨン（ラブリー／ラブ黄・ベリー青）
「ポニーテールにおだんごをプラスしてエキゾチックガール！グリーンのアイシャドウがフレッシュだね。」
- 027　そとまきワンレグヘア（ナチュラル／ラブ黄・ベリー青）
「おでこを出したそとまきヘアはちょ～大人っぽく見えるよね。ハデ目なスタイルだってバシッと着こなせちゃいそう。」
- 028　ピクシーニットキャップ（スポーティ／桃）
「てっぺんと耳あてについたぼん×2が女の子らしいニットキャップだよ。ハートもようがスイートなかんじ♡」
- 029　あみこみウェービーヘア（エレガンス／ラブ黄・ベリー青）
「フェイスラインをあみこんでクールなお姉さんスタイル！ウェービーヘアで女らしさアップだよ。」
- 030　ロマンスウェーブヘア（ラブリー／ラブ黄・ベリー青）
「ロマけいスタイルにはゆるやかウェーブできまり！ムラサキのアイシャドウでゆめ見る少女になっちゃお♡」
- 031　モコ×2ラブリーヘア（ラブリー／ラブ黄・ベリー青）
「トップにある2つのボンボンであまさ急じょうしょう！かわいくおでこを出してラブリーヘアかんせい☆」
- 032　キリっとカウガール（エレガンス／ラブ黄・ベリー青）
「キラキラアクセにグッとくるね☆ピリカラコーデの主役にしたら、カウガールきどりでかっこよくキメちゃえ！」
- 033　プリティウルフ（エレガンス／ラブ黄・ベリー青）
「みんなとちがうウルフヘアをめざすならつけ毛にトライ！オシャレっ子のかくしワザだよ☆」
- 034　みつあみポップヘア（ラブリー／ラブ黄・ベリー青）
「さりげないみつあみとはずむ毛先がキュートヘアのひみつ。もちろんメイクもかわいくね。」
- 035　あげあげパイナップル（ナチュラル／ラブ黄・ベリー青）
「てっぺんでむすんだポニーテールがげんきいっぱいのしるしだよ。みつあみプラスでオシャレに差をつけちゃお♡」
- 036　しなやかセレブ（エレガンス／ラブ黄・ベリー青）
「ボリュームまんてんのふんわりカールがとってもゴージャス！シックでエレガントなレディの出来上がり。」
- 037　メロンサンバイザー（スポーツ／白）
「スポーティーなサンバイザーならアップヘアがおすすめ！ボン×2プラスでサニーガールになっちゃお☆」
- 038　ダンシングショートヘア（スポーツ／ラブ黄・ベリー青）
「シャープなカットラインがすっごく大人っぽい♡イケてるメイクでめざせトップダンサー！」
- 039　ツンツンおちゃめヘア（スポーツ／ラブ黄・ベリー青）
「やんちゃフレーバーたっぷりのパンク風ヘア。どこから見られてもＯＫだからおてんばしてもへーきだね！」
- 040　アクティブドレッド（スポーツ／緑）
「クールなドレッドでかっこいい女の子にへんしん！ヘアバンドですっきりまとめれば、さわやかさもUPだね。」
- 041　キューティーカール（ラブリー／ラブ黄・ベリー青）
「ながれるカールでかわいさアップ♡スイートなドレスと合わせてあま×2にきめちゃお！」
- 042　ツイストスティックヘア（ラブリー／ラブ黄・ベリー青）
「サイドすっきり後ろダウンのおねえさんヘアだよ。まえがみをすこしたらして、かわいらしさきょーちょー。」
- 043　そよかぜカールヘア（スポーツ／ラブ黄・ベリー青）
「風になびいたかみの毛がそのままカールになっちゃった！？ちょっぴりふしぎな、ようせいさんみたい♡」
- 044　ふんわりマッシュベレー（ラブリー／桃）
「レトロなムードたっぷりのあったかベレーぼうだよ。モードなコーデをあわせて70'Sガールにちょーせん！」
- 045　クリッポンヘア（スポーツ／ラブ黄・ベリー青）
「みじかめヘアもた～くさんののピンでとめればオリジナル・ショートのかんせい☆ラフなカンジがグッドだね！」
- 046　おさんぽニット（ナチュラル／赤）
「ワンコもようのカラフルニットで気分もウキウキしちゃうねっ。オシャレさんならピンバッジづかいも楽しんじゃお♪」
- 047　ミスティレーヌヘア（エレガンス／ラブ黄・ベリー青）
「サイドにたらしたまえがみがしんぴてきだね！じょうひんなドレスと合わせてゆうがにおどっちゃお。」
- 048　クロスハンチング（ナチュラル／白）
「つや×2サテンにスタッズづかいがクールだね！ふんわりみつあみを合わせて小顔さんになっちゃお☆」
- 049　あみ×2ハーフカット（エレガンス／ラブ黄・ベリー青）
「アシンメトリーなシルエットがこせいてきなヘアだよ。耳にかけたサイドがグッとオトナにみせてくれるね！」
- 050　ぴょこっとパピーテール（ナチュラル／ラブ黄・ベリー青）
「ポイントむすびで、ナチュラルプリティー！ぴょっこりむすんだまえがみでファインガールになっちゃお☆」
- 051　プチマローナヘア（エレガンス／ラブ黄・ベリー青）
「あま×2コーデのファッションにはこれできまりだね！みつあみ＆おだんごの合わせテクでとってもキュート♡」
- 052    はるいろガーリーキャップ（ラブリー／桃）
「つや×2サテンにスタッズづかいがクールだね！ふんわりみつあみを合わせて小顔さんになっちゃお☆」
- 053    ピュアリーチャイガール（ラブリー／ラブ黄・ベリー青）
「みつあみリングですっきりかわいいチャイナ風☆ギザギザ分けがバックスタイルをオシャレにかざるよ」
- 054　くしゅ×2リボンニット（エレガンス／赤）
「コサージュがエレガンスなふんいきのぼうしだね。サイドのヒモでくしゅ×2シルエットがつくれちゃうよ☆」
- 055　マニッシュブルー（エレガンス／ラブ黄・ベリー青）
「アシンメトリーなサイドとまえがみがカッコイイね☆シャープにまとめたコーデなら、スタイリッシュにきまるよ！」
- 056   ボニートフラール（ナチュラル／青）
「スカーフのまきアレンジがオシャレポイントだね。おねえさんアイテムのスカーフはレトロなハデけいスタイルが◎」
- 057　ムーンメモワール（スポーツ／ラブ黄・ベリー青）
「きゅきゅっとまとめた大きめダンゴはキリっとびじん！きれいなフェイスラインで夏のオシャレにすずやかマッチだね。」
- 058　キャメロットヘア（ナチュラル／ラブ黄・ベリー青）
「はなやかアップヘアでみんなのしせんをくぎづけ。ボリュームたっぷりのまとめがみにはハートシェイプがかくれてるの。」
- 059　グロッシーヘア（エレガンス／ラブ黄・ベリー青）
「でかポンパがオトナヘアのアクセントだよ。ゆるめのまとめがみは、ゴージャスコーデでみりょくてきに！」
- 060　リーピンガール（ナチュラル／ラブ黄・ベリー青）
「ぴょん×2とびはねてる毛先がめちゃキュート！2色使いのアイシャドウはおしゃれじょうきゅうしゃだね。」
- 061　チャーピーキャップ（ナチュラル／黄）
「カラフルなぬので作られたおてんばバギーキャップだよ。くるっと大きな外はねヘアにベストマッチだね☆」
- 062　おてんばちびだんご（ナチュラル／ラブ黄・ベリー青）
「ぴょこぴょこ毛先をあそばせたおてんばムスメのオシャレヘア。おだんごまとめでアクティブOK☆」
- 063　パティソワレ（エレガンス／ラブ黄・ベリー青）
「アップとまき毛のよくばりヘアでパーティーヒロインねらっちゃえ！スッキリフェイスにメイクもはえるね。」
- 064　フェアースカイキャップ（スポーツ／青）
「ボーイズファッションきどっちゃうみずいろキャップがイケてるね。2つの☆がシュプールえがいてクールスタイル。」
- 065　グラマラスベルダ（エレガンス／ラブ黄・ベリー青）
「フワリなみうつロングヘアはドキッとさせちゃうヒミツがあるの。ライトをあびてかれいにダンス！」
- 066　キッキースクランブル（エレガンス／緑）
「ワクワク気分たっぷりのワッペンアレンジキャップだよ。カラフルアイテムつかいこなしてオシャレボリュームぐんとUP。」
- 067　プラッシーロール（ラブリー／ラブ黄・ベリー青）
「ゴージャスなロールヘアはパーティーにぴったりだね。きひんたっぷりのボリュームかんでおひめさま気分！」
- 068　よこっちょワンカール（ラブリー／ラブ黄・ベリー青）
「きっちりまとめたよこがみにだいたんカールが目をひくね。くるっとまいたおくれ毛でキュートポイントプラスしちゃお。」
- 069　そらいろマッフル（スポーツ／白）
「ブルーカラーのみみあてにふんわりボアの白さがマッチ。さむい日だってホットなきぶんであそべるね。」
- 070　むぎわらクロシェ（ナチュラル／緑）
「オシャレでレトロなカントリーガールはいかが？キュートなおさげヘアもぼうしとベストマッチだね。」
- 071　ちょこっとデコレート（ラブリー／ラブ黄・ベリー青・ミーシャ黒）
「ストレートヘアでせいそなお姉さんにへんしん！サイドのコサージュちびおだんごでかわいさプラスだよ。」
- 072　スパイキーショート（エレガンス／ラブ黄・ベリー青・ミーシャ黒）
「リーゼント風がかっこいいショートヘアだよ。ワイルドスタイルでオシャレのニューウェーブつくっちゃお。」
- 073　つやめきミューズヘア（ナチュラル／ラブ黄・ベリー青・ミーシャ黒）
「しっとりイノセントなふんいきが神話の女神さまみたい。しんぴてきなみりょくにみんなくぎづけまちがいなし。」
- 074　ラミターアップヘア（ナチュラル／ラブ黄・ベリー青・ミーシャ黒）
「すっきりハーフアップでさわやかスタイルがいいね。サーフガールを気どって元気に太陽の下へレッツゴー！」
- 075　コーンローよこむすび（スポーツ／ラブ黄・ベリー青・ミーシャ黒）
「レゲエちっくなアレンジにちょうせん！ぴっちりあみこみとふんわりサイドポニーでニュースタイルのできあがり。」
- 076　うっとりプチレディ（スポーツ／ラブ黄・ベリー青・ミーシャ黒）
「たてロールでおさげヘアもレディのなかまいり。スイートコーデに合わせたお上品ガーリーがいいかも。」
- 077　 スプラッシュアップ（ラブリー／ラブ黄・ベリー青・ミーシャ黒）
「ハデコーデにぴったりなヘアだよ。ボリューミーなアップスタイルが、はなやかでみりょくたっぷりだね。」
- 078　おめかしモダンガール（エレガンス／ラブ黄・ベリー青・ミーシャ黒）
「しっとりオトナ系ならタイトなショートがおすすめだよ。レトロモダンでおじょうひんレディのなかまいりだね。」
- 079　リルティングサファリ（スポーツ／赤）
「サファリぼうしでアクティブコーデはおてのもの。わく×2モードでまちかどオシャレたんけんにレッツゴ→」
- 080　ナチュふわカール（ナチュラル／ラブ黄・ベリー青・ミーシャ黒）
「ちょっぴりくせ毛風のゆる～いウェーブがポイント！キメすぎないやわらかふんいきが上級オシャレテクだね。」
- 081　レーシーリボンキャップ（ラブリー／ラブ黄・ベリー青・ミーシャ黒）
「レースとリボンのロマ系キャップだよ。オトメパワーぜんかいのスイートコーデでだれよりもかわいく！」
- 082　デュオコロネット（ラブリー／ラブ黄・ベリー青・ミーシャ黒）
「ていばんおだんごヘアもちょいアレンジでキュートにレベルアップ！オシャレなはっけんたのしいね。」
- 083　 フェミカジショートヘア（スポーツ／ラブ黄・ベリー青・ミーシャ黒）
「カジュアルなラフさがかわいさのひみつ！みじかめバングスがキュートな目もとをきょうちょうしてくれるよ。」
- 084　ほっこりニットキャップ（スポーツ／桃）
「ニットキャップは冬のおしゃれのマストアイテムだよ。あったかオシャレでさむい日だってへっちゃらだね。」
- 085　カルテットロール（ラブリー／ラブ黄・ベリー青・ミーシャ黒）
「ドーリーなふんいきならたてロールできまり。フリ×2ドレスをまとってスイートプリンセスをきどっちゃお。」
- 086　パンキッシュクール（スポーツ／ラブ黄・ベリー青・ミーシャ黒）
「ちょいハードなロックテイストがしんせんだね。カッコイイ系のコーデでキメればきぶんはミュージシャン♪　」
- LH-001　ふんわりセミロング（016）
- LH-002　おひめさまヘア（003）
- LH-003　クレオパトラヘア（　　／ラブ黄・ベリー青）
「こせいてきヘア＋オレンジメイク＝モードガール。はでなコーデにもばっちり合いそうだね。」
- LH-004　ロングアップヘア（008）
- LH-005　しとやかハット（エレガンス／白）
「ロマンチックなハットでおとめモードだよ。たてまきロールは女の子のえいえんのあこがれだね。」
- LH-006　たてまきガーリーヘア（007）
- LH-007　モンキーショートヘア（013）
- LH-008　スパイシーよこむすび（014）
- LH-009　さわやかポニーテール（002）
- LH-010　クールニット（006）
- LH-011　げんきっ子ヘア（009）
- LH-012　さらさらロングヘア（001）

D（ドレスアップカード）
服装を変更する際に使われるカード。
- 001　ラブリーストロベリー(　　／ 白・赤)
「いちごのリボンがちょ～キュートだね。目立ちたいならはっきり色使いがポイントだよ。」
- 002　プリントルーズ（　　／青・黒）
「プリントデニムとロンTでグレカジに。ウォレットチェーンがクールにキメ！」
- 003　ジャスミンドレス（　　／紫・白）
「お花使いで女の子パワーをアップだね。スカートのもようがアシンメトリーになってるのに注目だよ！」
- 004　ふんわりパステル（　　／白・青）
「まんまる水玉でカラーフェスティバル！ふんわりシルエットでキュート＆ポップだね。」
- 005　パステルフルーティー（　　／桃・緑）
「パステルカラーが元気でかわいいイメージ。アップリケだってラブリーなリンゴでそろえちゃえ♡」
- 006　ピタTガール（　　／黄・黒）
「★いっぱいでゆるめボーイズをきどるよ。ウエストのリボンで足もすっきり長く見えるよね。」
- 007　メタリックダウン（　　／赤・白）
「メタリックなダウンベストでスパイシーガール！シンプルでもでかいロゴTははずせないね。」
- 008　フェアリーリーフ（　　／緑・白）
「ようせい気分のさわやかコスチュームだよ。2色のグリーンと白の色づかいもポイントだよ。」
- 009　きらパールドレス（　　／緑・黄）
「インパクト大のパールドレスだね。かさねたレースがぐっと大人モードだよね。」
- 010　ピチパーカーニット（　　／緑・黒）
「パーカー×ショートパンツでCOOLお姉スタイル。そでのニットもポイントだよ。」
- 011　花いっぱいドレス（　　／赤・緑）
「お花畑にいる気分になっちゃうドレスだね。ラブリーな花がらが、かれんなかんじ♡」
- 012　ムーンチャイナ（　　／緑・赤）
「チャイナMIXのドレスでアジアンガールだね。月とほしのアクセサリーもポイントだよ。」
- 013　クールレインボー（　　／黄・白）
「レインボーカラーで元気にきめよう！かた見せスタイルもハデ色プラスでけんこうてきに見えるよね！」
- 014　ルーズセーター（　　／紫・青）
「かたみせニットでギャルふうコーデのかんせい！きらアクセでおしゃれ度アップだよ。」
- 015　キャンディーダボ（　　／桃・黄）
「ポップなもようはガールのきほん。やわらかそざいだから、いっぱい着てもかわいさキープだね。」
- 016　ダボッとジップアップ（　　／黄・青）
「オールオーバーはぜったい大きめサイズがおしゃれ！ウエストのベルトもじゅうようなアイテムだよ。」
- 017　スポＭＩＸジャンパー（　　／赤・黒）
「スポーツアウターならスタジャンだね。ベロアのパンツと合わせてダンサー度イッキにアップ。」
- 018　パイナップルサマー（　　／黄・緑）
「パイナップルがらの深Vタンクで気分はロコガール。イエローカラーで夏ぜんか～い！」
- 019　カジュアルポップ（　　／赤・白）
「ハデかわいくならガラ×ガラにちょうせん！キャラクター使いもおしゃれのきほんだよ。」
- 020　ミリタリーガール（　　／黄・緑）
「ミリタリー系でワイルドにきめるよ！ファーベストはカジュアルにも着こなせるうれしい1着だよね。」
- 021　ファンシーマーガレット（　　／黄・白）
「マーガレットと水玉がベストマッチ！とことんかわいく見せるなら大きめリボンははずせないよね。」
- 022　キューティーピンクドレス（　　／桃・白）
「女の子が大すきなラブリーリボンドレスだね。フリルがいっぱいでかわいさまんてんだよ♡」
- 023　アクティブパーカー（　　／桃・青）
「人気のシンプルカラーパーカーだよ。ダボ×2ハーフパンツとコーデしてやんちゃガール完成！」
- 024　そらいろドレス（　　／青・桃）
「スイートカラーのおでかけドレスだよ。どんぐりボンデしとやかさアップだね。」
- 025　キラリンパープル（　　／紫・緑）
「ラメ×パープルでセクシーにきめるよ！みどりのベルトがアクセントになってるね。」
- 026　トロピカルスノー（　　／黄・赤）
「ハデ色でシャイニーガール！赤のベルトでウエストもビシッときめちゃおう。」
- 027　だん×2フリルキャミ（　　／青・黄）
「キャミ＋水玉でさわやかガール！ロールアップデニムでガーリーにきめちゃお。」
- 028　レーシーフリル（　　／紫・黒）
「ほそめリボンとこったレースでBABYプリンセス。サイドの3段フリルもみのがせないポイントだよ。」
- 029　ハニードレープ（　　／黄・赤）
「たっぷりドレープでボリュームアップ！あかるめカラーで目立っちゃお。」
- 030　ピチダボスタイル（　　／白・緑）
「にぎやかピタTとダボパンでちゃめっけアピール。ほそクシュパンツにはベルトでアクセント！」
- 031　ビタミンガール（　　／白・赤）
「ビタミンカラーで元気いっぱい！むねのいちごワッペンでかわいさプラスしちゃお。」
- 032　ドルフィンクイーン（　　／青・黒）
「ツートンのあざやかな色あいがポイント！ドルフィンマークとあわせてマリンクイーンだね。」
- 033　るんるんフラワー（　　／桃・黄）
「きいろいおびで和テイスト。レトロフラワー×はなやかピンクでかわいさまんてんだね。」
- 034　ピチっと黒T（　　／黒・桃）
「小さめ黒TではげしいダンスもOKだね。すそ広のスリムなジャージが足をなが～く見せるのよ。」
- 035　スイートエプロン（　　／桃・青）
「エプロンドレスでラブパワーぜんかいだよ！ピンクと水色のチェックでさわやか×キュートに。」
- 036　パステルロゴワンピ（　　／白・紫）
「白ジャケット×黒ミニワンピで大人モード。ミニワンピはデニムをはいてもかわいいよね。」
- 037　ふんわりエンジェル（　　／黄・赤）
「せなかの羽根でエンジェル気分♪ふんわりそざいのボン×2プラスでかわいさシュチョ→しよ！」
- 038　シトラスフリルドレス（　　／緑・黄）
「やさしいグリーンのフリルドレスだよ。つややかな光とむねのほう石でじょうひんさアップだね。」
- 039　スイートアクアマリン（　　／紫・青）
「アシンメトリーなピンクのフリルがちょ～プリティ！貝がらアクセとパールで気分はマーメイド♡」
- 040　ロイヤルターコイズ（　　／青・緑）
「バラがいっぱいのシックなドレスだよ。大人なふんいきでステキなレディにへんしんしちゃお♡」
- 041　サンライトハニー（　　／赤・黄）
「まぶしいオレンジでみんなのしせんをひとりじめ。こしのハイビスカスがポイントだよ。」
- 042　クールミントタイ（　　／青・緑）
「ダイヤのネクタイでキリっときめちゃお！ミニスカートとの組み合わせがかわいいよね。」
- 043　チャーミングアプリコット（　　／桃・黄）
「大きなリボン付きビスチェがセクシー＆キュート♡チェックのスカートとピンクのレースがとってもイイカンジ。」
- 044　フローラルカーネーション（　　／桃・緑）
「フリルがいっぱいのカーネーションちっくワンピだよ。お花のような色づかいで、ラブリースタイルにもうむちゅう！」
- 045　アメリカンスターガール（　　／赤・青）
「ヒラヒラトップスにホットパンツがバランス◎だね。★いっぱいコーデでクールガールに大へんしん！」
- 046　ノリノリ85（　　／緑・黄）
「かさね着ロゴＴ×ハーパンでボーイズスタイルにちょうせん☆げんきカジュアルでノリノリダンスおどっちゃお。」
- 047　レトロプリーツ（　　／白・桃）
「サイケデリックな柄とこしばきスカートでいつもよりハジケちゃお！ピンクコーデでラブリーさもキープだよ。」
- 048　プリティーピンクデビル（　　／紫・桃）
「ピンクとムラサキのエナメルそざいでセクシーさをアップ↑小アクマ風アクセがおちゃめにえんしゅつ！」
- 049　ひまわりサンドレス（　　／黄・緑）
「ひまわりいっぱいのかわいらしいドレスとうじょう。ワンショルダーのネックラインが大人っぽさプラスだね。」
- 050　ゴーゴーミニワンピ（　　／赤・黄）
「カラフルもようがアクセントのワンピースだよ。ローウエストのベルトがバランスよく見せてくれるね！」
- 051　スポカジカーゴ（　　／赤・青）
「カーゴパンツにハデ色トップスでハッピースタイル！ブリーチデニムのポケットがこせいてきだね。」
- 052　おすましアーガイル（　　／桃・黒）
「おじょうひんなアーガイルセーターにミニスカートでかわいさアップ！チラ見せレースキャミがポイントだよ。」
- 053　グリッターショート（　　／黄・黒）
「タンク×ショートパンツでアクティブガール！キラつやアイテムをそろえたらハイテンションでGO！」
- 054　フェミニンBガール（　　／桃・青）
「ハードなジャケットもピンクならちょ～ラブリーだね！インナーの色が引きしめこうかバツグン！！」
- 055　クリアライムガール（　　／青・緑）
「さわやかカラーで合わせればフレッシュな女の子に早がわり！ハートアクセがハッピーキュートな気分だね。」
- 056　ひらミニプチセレブ（黄・紫）
「セクシーなひょう柄ワンピでセレブにへんし～ん！ファーのアクセでもっとゴージャスに♡」
- 057　シャイニーカリビアン（　　／赤・紫）
「あざやかカラーにナチュラルそざいのベルトがGOOD！まっ赤なベアトップに白い羽根もようがきれいだね。」
- 058　カナリアワンピ（　　／白・黄）
「キラキラそざいがスペーシーなかんじ☆ティアードワンピはラブリーな女の子のマストアイテムだよね！」
- 059　ヴィクトリアンロゼッタ（　　／赤・黒）
「バラ色のクラシックドレスでエレガントムードをえんしゅつするよ。お花のもようはステキなレディのしるしなの！」
- 060　ポップンスイーツ（　　／黄・青）
「大すきなおかしがいっぱいのかわいいスカートだね。Tシャツもあわせてきぶんはケーキやさん！」
- 061　サファイアベルボトム（　　／青・黄）
「ベロアそざいでとってもファンキーなベルボトムだよ☆ヘアスタイルもダイタンにきめたいな。」
- 062　キューティーレッド（　　／黄・赤）
「赤いサテンに黒いレースがキュートなドレスだね。大きなウエストリボンでダイタンアクセント☆」
- 063　ビビットワンピ（　　／黄・黒）
「60’ｓ風のまぶしい色使いがおしゃれだね。色がきれいにみえる黒字×プリントはおすすめアイテムだよ！」

- 064　メルヘンドール（　　／緑・白）
「フリ×2ベルスリーブがかわいいドレスだよ。レースをたくさんつかってお人形さん気分♡」
- 065　スパイシーサファリ（　　／紫・黄）
「カッチリしたミニのシャツワンピでぐ～んとオトナっぽく見せるよ。ムラサキの小物がセクシーさプラス♡」
- 066　ストロベリーチアガール（　　／青・桃）
「ハデ色パーカー×デニムはあいしょうバッチリ☆ラインのはいったスカートでスポーティーにきめるよ。」
- 067　カモフラキャッツ（　　／緑・桃）
「ネコのカモフラ柄がとってもキュートだね♡カーキ×ピンクでカッコいいおねえさんスタイルの完成だよ！」
- 068　ガーランドレース（　　／青・紫）
「レースのお花がまんかいのドレスだよ。さわやかブルーがファンシープリンセスな気分にさせてくれるね♡」
- 069　ボーイッシュレイヤード（　　／緑・桃）
「レイヤードスタイルはハーフパンツ×スパッツもアリだよね。どんなダンスもカッコよくきまりそう☆」
- 070　ちびGトラッド（　　／緑・青）
「キルトスカートとGジャンでカジュアルトラッド☆缶バッジアレンジは小物テクのきほんだね！」
- 071　スノーファンタジー（　　／黄・白）
「まっ白ボアときら×2ベロアがじょうひんだね。パールのかざりがゆきのようせいみたい♡」
- 072　オレンジヒップバング（　　／緑・赤）
「さわやかな色使いでフレッシュガール！ファスナートップのオレンジがとってもキュート☆」
- 073　ピンキーロックンロール（　　／桃・黒）
「ショッキングピンクのロゴスーツで気分はロックスター☆ピンク×黒のコーデがオトナなふんいきだね。」
- 074　ミルキーピンクボレロ（　　／桃・黄）
「ミルキーカラーのセットアップにおもわずトキメキ。アンダーブルマのチラ見せフリルがとってもキュート！」
- 075　オフショルアーミー（　　／緑・紫）
「カーキ×ビビッドなトップスでカッコいいスタイルだね。ボートネックならボーイッシュになりすぎないよ☆」
- 076　シンフォニーフリル（　　／青・白）
「ヒラヒラスカートは女の子のあこがれだよね。おんぷ柄ドレスですてきなメロディがなるよ♪」
- 077　バニラセーター（　　／緑・桃）
「クリーミーセーターにグリーンのスカートでちょいお姉さん風。ピンクのマフラーがラブリーポイント！」
- 078　プリンセスアラベスク（　　／赤・桃）
「アラビアンスタイルでエキゾチックプリンセス☆赤いドレス×金のアクセでゴージャスにえんしゅつするよ。」
- 079　ロマンスエンパイア（　　／白・黄）
「お花のししゅうがロマンチックだね。ハイウェストのドレスはスラっと見せたいときにオススメだよ。」
- 080　サンセットビーチ（　　／緑・紫）
「南国スタイルはおもいきってセクシーにGO→！ビキニトップとこしの花かざりでゆうひもあなたにこいしちゃうよ♡」
- 081　キューティーセーラー（　　／黒・赤）
「あこがれのセーラーふくをかわいくアレンジしているね。むねの大きめリボンが目立ちポイント。」

- 082　ピングレタンクトップ（　　／赤・黄）
「メッシュのタンクトップ×ミニスカートでキュートスポーティにちょうせん！フルーツカラーでシャキっと元気ガールだよ。」
- 083　ちびフレスコパーカー（　　／紫・黒）
「さわやかジャージのラフな着こなしがBけいムードぜんかい☆ヒールを合わせてオトナキュートにきめてみて。」
- 084　ハピネスQハート（　　／青・桃）
「ふんわりスカートにハートいっぱいでラブリースタイル。おそろいのそでもかわいくキマってるね。」
- 085　サン×2アイランド（　　／黄・黒）
「花びら風ヒラ×2トップスがとびきりキュート。サンシャインカラーでまぶしいえがおをとどけるよ！」
- 086　リボンコンプレーノ（　　／桃・白）
「大すきなハートもようにウットリしちゃいそう。色ちがいピンクのハーモニーがロマンティックだね。」
- 087　モンローストライプ（　　／青・桃）
「キレイ色ストライプがキュートなワンピースだね。ウエストリボンでおとめパワーUPしちゃお！」
- 088　ラフィーネアメジスト（　　／紫・黄）
「きひんあふれるスタイルはゆめのおしろの女王さま。ほうせきでかざったドレープがゴージャス＆エレガント。」
- 089　ブリッツダンサー（　　／黄・黒）
「スパッツ×スカートでダンススタイルもかわいめにシフト。たて★ラインはひみつのあしながこうかあり！」
- 090　キラめきワンショルダー（　　／緑・白）
「むなもとのカラフルジュエリーにみんなうっとり♪ミニワンピは女の子のムテキアイテムだよ。」
- 091　クラシックバイオレット（　　／紫・黒）
「しとやかレディになれちゃうおじょうさまドレスだよ。ぷっくりパフスリーブがかわいいよねっ。」
- 092　サニースマイル（　　／黄・緑）
「キュートなひまわりステッチでニッコリえがおになっちゃうね。きりっぱスカートとあわせたら明るく元気にレッツゴー！」
- 093　あおぞラスタガール（　　／青・白）
「ラスタカラーのたてラインがまぶしいセットアップだよ。ハンパたけのスウェットパンツではげしいダンスもおまかせ！」
- 094　ロティオンブルー（　　／青・緑）
「リメイクパッチでナチュラルテイスト！あおぞら色のマドラスチェックがさわやかな風をはこぶよ。」
- 095　ゴールデンフリージア（　　／黄・青）
「ナナメの3だんフリルでパーティセレブ！くびとドレスのボリュームパールがサイコーにゴージャスだね。」
- 096　グラマラスデニム（　　／桃・黒）
「サテンのキャミとリメイクデニムはセレブコーデにぴったり！すそ広パンツでスタイルびじんになっちゃお。」
- 097　キャンディテーラード（　　／桃・白）
「大きなえりつきワンピースでおねえさん気分！ピンク×白はスイートガールのていばんだよね。」
- 098　しとやかドレス（　　／黒・赤）
「黒のレースがシックなかんじ。モノトーンでまとめると、くっと大人っぽく見えるよね。」
- 099　ジューシーパラダイス（　　／赤・桃）
「トロピカルなフルーツ柄でリゾートきぶんをまんきつ。アップヘアと合わせて思いっきりナツしちゃお☆」
- 100　アクアクリスタル（　　／赤・緑）
「ベルボトムならダイタン柄もきまっちゃう。ミニマムトップスとあわせてバランスよく見せよう！」
- 101　おてんばタイユール（　　／緑・青）
「こせいはリメイクはおもちゃばこからとび出したみたい！ラフカジュアルなあなあきタンクでオシャレ度UP☆」
- 102　トワイライトパピヨン（　　／桃・紫）
「ちょうちょと花でアジアンテイストまんてん！ピンクのグラデーションがお気に入りポイントなの！」
- 103　ガーネットプリンセス（　　／赤・白）
「まっかなリッチ＆はなやかドレスでロイヤルプリンセス！花がらレースがとってもロマンティックだね。」
- 104　レースアラモード（　　／青・白）
「ビスケットハーパンにキュッとむすんだキャミがプリティ。レースいっぱいスタイルはどこをとってもスイートテイスト！」
- 105　ファンシーアリエス（　　／桃・緑）
「あま～いピンクでオトメ度100％だね。レースでかざったスカートはまるでお花がさいたみたい！」
- 106　ペッパーホットパンツ（　　／紫・白）
「ホットパンツはとびきり元気よく！ベルトづかいのウエストポーチでワザありコーデのかんせいだよ。」
- 107　リカーモベスト（　　／桃・白）
「ロマけいワンピにホワイトベストでおじょうさま風コーデだよ。アンティークピンクに白いお花がおしとやかだね。」
- 108　スカーレットリリカ（　　／赤・白）
「あざやかレッドのふんわりドレスでリトルレディ。まるく広がるスカートにクロスしたリボンがキュートアクセント。」
- 109　クローバーガーデン（　　／緑・青）
「さわやかカラーのベルシェイプドレスだね。クローバーモチーフでたくさんのしあわせがみつかりそう！」
- 110　ジュディソワール（　　／黄・紫）
「やさしいシフォンがエアリーキュートなふんいきだね。ライトオレンジのドレスが夏の光にそまったみたい。」
- 111　アルディツイスター（　　／白・紫）
「ハデ柄トップスとホットパンツで60’Sガール！キラキラスパンコールのチラ見せもイケてるよね。」
- 112　シャカっとイーグルパンツ（　　／赤・緑）
「クールにキメたいときはシャカ×2ナイロンパンツできまり！めいさいタンクともあいしょうバッチリだよね☆」
- 113　パラソレッタワンピ（　　／白・黄）
「パラソルみたいなパッチスカートがカラフルキュートだね。ウッディブラウン×花がらがカントリーテイスト。」
- 114　さわやかペイサージュ（　　／青・白）
「まっ白レースのスカートにクリアブルーがすずしげだね。ひらふわスタイルで夏のうみにとびだそう！」
- 115　ジンジャーハーフ（　　／緑・白）
「がらパーカーにベストを合わせてボーイッシュコーデはおまかせ☆アクセづかいのサスペンダーもキマってるね！」
- 116　ペッピーギャング（　　／黒・白）
「ワッペンいっぱいのジーンズでやんちゃガール気分。ピンクサテンのスカジャンで思いっきり目立っちゃお！」
- 117　ピエニマレッサ（　　／緑・赤）
「はっぱみたいなグリーンドレスで森のようせい気分だね。きのみアクセでナチュラルなあかるさプラスしちゃお。」
- 118　プラージュエスニック（　　／黄・緑）
「シャツとスカートをとっかえっこしたあそび心いっぱいスタイル。あざやかカラーの小物づかいでエスニックアレンジ☆」
- 119　トマティーカウチン（　　／赤・緑）
「カウチン風セーターとコール天スカートのあったかコーデ！スニーカーと合わせて元気ガールだよ☆」
- 120　ふわ×2プリエール（　　／赤・黒）
「ラビファージャケットはショートたけがおすすめ！ミニスカートと合わせればキュートセレブになれちゃうよ。」
- 121　すずらんフォークテール（　　／黒・緑）
「外はねシルエットがめちゃファンシーなドレスだよ。まんまるフォルムのスカートでキュートにきめちゃお。」
- 122　ロージーフレグランス（　　／緑・黄）
「キレイなバラをたくさんさかせたオレンジ色のドレスだよ。大きなリボンでつまんだスソがかわいさレベルUPだね！」
- 123　ポン×2らびセーター（　　／赤・青）
「うさぎもようのぽん×2セーターはオレンジ色で元気いっぱい！バックスタイルもキュートなよくばりコーデだね☆」
- 124　ひなたっこワンピ（　　／桃・黄）
「ほんわか気分のがらものワンピに大きめアクセのチョイスがGOOD！ハイウエストのゆるめラインでリラックスムード。」
- 125　ミモレスイフト（　　／青・白）
「ミモレパンツにでかポケットでかわいさクリーンヒットだね。ボタンをつかったアクセサリーに小物テクがキラリ☆」
- 126　リラアンベリール（　　／桃・白）
「かれんなレースにおもわずキュンとしちゃいそう。ライラックカラーのおすましドレスでしとやかムードにみんなうっとり！」
- 127　ラブリープリマヴェール（　　／桃・白）
「あこがれいっぱいのチュチュ風ドレスでヒロイン気分。パールのかざりをキラめかせてステキなダンスをおどりたいな！」
- 128　トリッピーパイレーツ（　　／青・白）
「ゴールドアクセがゴージャスなB系かいぞくスタイルだね☆ホワイトデニムがじょうひんスパイスをプラス。」
- 129　シエルパレード（　　／青・赤）
「ふわモコ雲をたくさんかざって空のおさんぽドレスだね。楽しさいっぱいのカラープリーツでとんでいきたくなりそうでしょ？」
- 130　はんなりこまち（　　／赤・白）
「キモノをドレス風にアレンジしたジャパニーズスタイル。おびじめもカラフルで気分は京美人だね☆」 　
- 131　チョッキーミント（　　／黄・白）
「ふわ×2スカートにマーブルチョコをトッピング！ストライプシャツと合わせてアイスやさんになっちゃった♪」
- 132　つなぎペインター（　　／赤・青）
「かさね着したTシャツがコーデのポイント。ジャンプスーツをこしばきしてボーイッシュにキメちゃお☆」
- 133　フォルシュトラッド（　　／黄・赤）
「スーツそざいのツナギスタイルでマニッシュにきめるよ。赤いベルトをプラスしてウエストマークもOK！」
- 134　ファンシーダッフル（　　／桃・黄）
「オンナのコならていばんのダッフルコートもピンクでかわいらしく！カラフルコーデで気分もハッピー♪」
- 135　みずいろダウン（　　／青・紫）
「キレイ色ダウンジャケットでカッコかわいいスタイルのかんせい！ボーダーマフラーがオシャレアクセントだね。」
- 136　マスタードガール（　　／赤・黒）
「オレンジ×レッドのトップスでホットなふんいきにきがえちゃお！サイドニットのハーフパンツはげんきなダンスもバッチリ！」
- 137　パステルカルテット（　　／白・桃）
「大きいリボンとパステルカラーがスイートなドレスだよ。すそまわりのレースで女の子モードぜんかいだね。」
- 138　プラッシュレディ（　　／青・黄）
「むなもとレースでヒロインになれちゃうドレスだね。ごうかなベルベットドレスはおひめさまのあかし！」
- 139　うき×2ひめりんご（　　／赤・緑）
「りんごをイメージしたフレッシュなスタイルだよ。あざやかレッド×グリーンでいっちばん元気な女の子になろ→！」
- 140　ホイップアームニット（　　／白・赤）
「ノースリニット×アームウォーマーでちょっとおねえさんなかんじ。小物もピンク×ブラウンでビタースイート。」
- 141　ボーイッシュアカデミー（　　／白・緑）
「チェックのパンツでスクールボーイルックにトライ。セーターにぬいつけたネクタイにオシャレポイントみ～っけた！」
- 142　オアシスフローリア（　　／白・桃）
「キレイなお花がいっぱいのリゾート気分スタイルだよ。チューリップスカートはフリルとリボンでガーリーMAX☆」
- 143　ティアードクロシェット（　　／青・緑）
「ふんわりドレスにおめかしリボンをデコレート。ひらひらレースとキラキラもようがドリーミーなふんいきだね。」
- 144　ハンサムウエスタン（　　／黄・青）
「ジーンズの牛がらパッチがポイントだよ。今風ウエスタンはちょっぴりフェミニンにキメてみて！」
- 145　 レーシーマスカット（　　／白・緑）
「ハートもようにレースアイテムで女の子テイストいっぱいコーデ。むなもとにリボンをかざってかんぺきキュート！」
- 146　リボンラッピングドレス（　　／青・紫）
「くるんとリボンをまきつけてハッピーラッピン。アシンメトリーなフリルスカートでオチャメなかわいさアピールしちゃえ！」
- 147　ガーリッシュトレンチ（　　／緑・黒）
「ファーつきトレンチコートでちょっぴり大人モードだよ。インナーんベルトで小物つかいにも手ぬきなし！」
- 148　ピースフルジャーニー（　　／白・桃）
「ロゴ入りタンクもバックルとハデ色インナーでこせいプラス。いまどきショーパンでじょうきゅうしゃコーデ。」
- 149　ライジングハイ（　　／黄・赤）
「キラキラ＆くしゅくしゅパンツで目立ちどNO．1！ハデ色のインパクトトップスと合わせて気分もハイ！」
- 150　ピンクプリエンジュ（　　／桃・黄）
「せんさいなプリーツにつつまれたドレスワンピだよ。きひんただようロイヤルレディになれちゃうね！」
- 151　まちかどセレブ（　　／黒・赤）
「デニムジャケットにフリルスカートはセレブのきほん！おとなアイテムもキュートにキメちゃお☆」
- 152　トルバドールダンサー（　　／緑・紫）
「エキゾチックなスタイルでかろやかにダンス。ヒラリと風をかんじるドレスでいこくのまちをたびする気分♪」
- 153　アリストバーガンディー（　　／赤・黒）
「あざやかなチューリップカラーが目をひくドレスだね。すそにならんだキレイ色フリルもステキなポイント！」
- 154　プレッピーマリン（　　／紫・黄）
「ふんわりパフにハイウエストスカートでおねえさんスタイル。マリンなきぶんでオシャレクルーズへGO！」
- 155　アンバートロンプルイユ（　　／黄・白）
「ちょっとふしぎな切りかえワンピはシャツもベルトもひとつなぎ！ストレッチリネンでうごきやすさもバッチOK☆」
- 156　フラウリープランタン（　　／黄・白）
「やさしい春色であったかい気もちになれちゃうね。ドレスをかざるタンポポにかわいらしさがあふれてる！」
- 157　スプリングアテンダント（　　／緑・青）
「サテンの切りかえで明るくキメるCAスタイル。グリーンカラーのコーディネートで春のおとずれごあんな～い☆」
- 158　パルファジェンテーレ（　　／青・赤）
「ジャケットふうトップスは太ベルトでオシャレどアップだね。こんいろスパッツでカッコかわいいレディなスタイルだよ。」
- 159　ロコ×2ストライプ（　　／白・青）
「トロピカルテイスト+すっきりストライプでさわやか南国系！ちょっぴりうかれたバカンス気分で夏ひとりじめ♡」
- 160　サニーチェックアロハ（　　／緑・黄）
「たいよう色のチェックで元気にアロハ～♪おてんばしてもラブリーっぽいのは、だいたんフリルのおかげかも！」
- 161　ダーリングチェリー（　　／緑・赤）
「ピュアスイートなチェリーモチーフでオトメモードをいろどるよ。キュートさふりまくラブリーエンジェル！」
- 162　レモニーデューイ（　　／黄・ 白）
「あまずっぱ～いフンイキでちょこっとオトナなカンジだね。フレッシュレモンのカラーリングがさわやかだよね。」
- 163　ジュエルシャコンヌ（　　／紫・桃）
「たくさんのジュエリーがゆるやかなダンスをおどってるみたい。ふんわりシフォンのリボンもエレガント。」
- 164　リーブスアーミー（　　／緑・赤）
「ていばんのめいさい柄がはっぱモヨウでとうじょう☆切りっぱメッシュのかさねぎでワイルドスタイル！」
- 165　ディッパーエメラルド（　　／黒・紫）
「すそでゆらめくグラデーションがとってもクール！ゆったりドレープでいつでも夏をかんじていたいよね☆」
- 166　スナッピーガール（　　／青・紫）
「スポーツスタイルなのに女の子シルエットが新しい！青空カラーがクールにきまるひけつだよ！」
- 167　サンリットイエロー（　　／青・黄）
「マリンブルーに元気なヒマワリ色があざやかにマッチ！ナチュラルストーンのアクセがたのしさMIXしてくれるよ。」
- 168　スイートパフワンピ（　　／緑・桃）
「スイートなキャンディーやドーナツにかこまれたプリティーガール！バルーンミニスカではじけちゃえ！」
- 169　リバティーデニム（　　／黄・青）
「お花のフリ×2ブラウスでやさしい女の子アピール！あえてデニムでスパイスをきかせるのが今風だね◎」
- 170　ティンカーストライプ（　　／桃・紫）
「ストライプTシャツ×デニムでベースボールクイーン☆アクティブにきめればめちゃクールだね！」
- 171　さわやかパニソーダ（　　／青・黒）
「なみ音がきこえてきそうなひら×2キャミだね。ホルスターに入れた水でっぽうであなたのハートをねらいうち！」
- 172　シトラスポッシュ（　　／緑・赤）
「ポイントは2まいがさねのパンツなの！LB形ストラップでさらにこせいてきにコーディネート！」
- 173　レトロカシュクール（　　／赤・緑）
「レトロワンピでめだっちゃお！ゴールドアクセにだいたんな色づかいがインパクト大なこせいはガール。」
- 174　ボニーバンビーナ（　　／桃・青）
「ちょ→キュートなセットアップ！ガールズパワーぜんかいでみんなの注目ダンサーになれちゃうよ！」
- 175　ロマかわフリル（　　／ 白・青）
「タウンスタイルもフリ×2でいくのがロマけいガール！レースONプリーツのスカートでトータルキュート！」
- 176　リトルエンチャントレス（　　／桃・ 白）
「チャーミングなピンキースタイルでモテガールにだいへんし～ん！おっきなリボンでラブリーマジック！」
- 177　レーシーカスケード（　　／緑・ 白）
「ゆうがなレースづかいでだれよりかがやくプリンセス。ロマンスティックなペールカラーでおしとやかさにみがきをかけて。」
- 178　クローバーチャーム（　　／桃・緑）
「チラッと見えるおへそがキュートでしょ！しあわせクローバーでハッピー100％！！」
- 179　シュランクフラッパー（　　／青・赤）
「スポーティーマテリアルのMIXはクールな着こなしが◎ビビッドカラーのインナーでアクティブスパイスきかせちゃお。」
- 180　シャルマーオンディーヌ（　　／紫・桃）
「ヒラヒラパープルにマリンモチーフでドレスアップ。かわいくかざったピンクフリルでトキめかせちゃえっ！」
- 181　ポッピンナイト（　　／桃・黄）
「黒のチューブトップが引きしまって見えるポイントだよ！まぶしいくらいのハデ×2コーデは大人系スタイルにマッチ。」
- 182　サンシャインレッド（　　／赤・ 白）
「あしんめとりーなそでをキュートにキメればじゅんびOK。にじをつかみにお空のせいかいへレッツゴー！」
- 183　スターナイトブルー（　　／青・紫）
「タイトなシルエットとちょっぴりのぞくせなかがちょークール。ながれ星のかがやきでスーパーガールにへんしん！」
- 184　フローインコメット（　　／黄・ 白）
「きらめくエナメルコートで気分はうちゅうくうかん☆たくさんのながれ星におねがいごとしなきゃ。」
- 185　ステラユニバース（　　／青・緑）
「つや×2光るエナメルジャケットにみんなが注目！こんいろミニスカでカジュアルにきこなして。」
- 186　アミラフェリーク（　　／緑・紫）
「はしゃいだミニたけスタイルもお花のアクセでラブリーに。オリエンタルなふんいきでステキなロマンス見つけちゃお！」
- 187　ホルティシェーネ（　　／緑・桃）
「おとぎの国からやってきたおひめさまみたいなドレスだよ。ひらひらスカートでダンスパーティーにいかなくちゃ！」
- 188　ブラウニージョイ（　　／桃・ 白）
「ゆるめなボーイズモードでもピンクとお花でガーリーチェンジ。ホットカラーのコーデにはパァッと明るいえがおがベスト！」
- 189　あったかポン×2ニット（　　／緑・青）
「たくさんついてるポン×2がうさぎさんのしっぽみたいだよ。デニムのタンパンコーデでアクティブに！」
- 190　ピュアリーロマンチカ（　　／ 白・黄）
「ドレープづかいがやわらかいホワイトカラーのピュアドレス。ピンクときいろのコスモスがやさしいカラーハーモニー。
- 191　ゆるやかラフモード（　　／桃・緑）
「ゆるめゲージのざっくりニットにスリムパンツがナイスバランス。シャープめボトムのキレイ足コーデ☆」
- 192　ルーシーアルテミス（　　／黄・青）
「キレイめブルーにかさなったフリルボレロのひらふわスタイル。しんぴてきな光の中ですてきなゆめをいろどるわ。」
- 193　パーキーボタンバッジ（　　／黄・ 白）
「ギャザーとボタンのアレンジシャツでシンプルコーデにスパイスプラス。なにげにオシャレな小ものもチェック！」
- 194　ラブリールージュ（　　／赤・黒）
「まっ赤なジャケット+ゴールドアクセでワンランク上のお姉さんスタイル。ハートモチーフはあいしょうバッチリ☆」
- 195　クールカヴァリエ（　　／桃・ 白）
「フリルたっぷりブラウスでプリンスモードを着こなすよ。マニッシュなコーディネートでエスコートはおまかせ！」
- 196　ムーニィアイスメロン（　　／緑・ 白）
「メロンみたいなまんまるフォルムにさわやかホワイトなかまいり。スイート×フレッシュのとびきりかわいいスタイルね。」
- 197　タイディパーラー（　　／青・ 白）
「クリーンにまとめたエプロンドレスでやすらぎもたらすパーラーガール。リラックスメイキングはおまかせよ☆」
- 198　スマイルパーラー（　　／赤・黄）
「あざやかレッドのエプロンドレスはキュートガールにおにあいね。げんきじるしスマイルでみんなのココロに明るさあげる！」
- 199　フォクシーカーブ（　　／青・黒）
「アクセントはチャーミングなキラキラだよ！細みシルエットでコーディネートすれば大人っぽく見えちゃうね。」
- 200　グレアミリタリー（　　／赤・緑）
「ナイロンジャケット×めいさいパンツでハードスタイルのかんせい！イケてる女の子は色づかいがきめて。」
- 201　ウィンターマリア（　　／青・ 白）
「ブルーグラデのスカートにかさなるレースの白さがキレイ。ときめいちゃいそうなウィンターファンタジー」
- 202　ヘイゼルストライプ（　　／黒・緑）
「ビィンテージパンツはアースカラーとあいしょうバッチリ！たてながラインを見せつけてスレンダーなレトロガール。」
- 203　ペールワンピース（　　／ 白・青）
「あまめのワンピはペールトーンでひんよくキメて。レーシーボレロとあわせたらロマけいカジュアルかんせいよ。」
- 204　ハッピーカンティーク（　　／赤・緑）
「あったかムードにつつまれたならステキなえがおでハッピーフォーユー。やさしさあふれるプリティエンジェル！」
- 205　ピンキーサーフ（　　／桃・黒）
「キリっとキメちゃうメリハリカラーでクールなミリョクがきわだつね。かっこよさNO.1サーフガール☆」
- 206　シェリーフルール（　　／桃・緑）
「バラとリボンをおおきくかざったゆめみるオトメのあこがれドレス。ふんわりシルエットがどこまでもキュート！」
- 207　ホッピンちびジャージ（　　／黄・緑）
「さむくたってマフラーがあればいつでもホカ×2だよ。マフラー+きいろジャージで元気にキメポーズ☆」
- 208　オニキスマルカート（　　／黒・赤）
「セレブリティなブラックワンピでオトナのミリョクふりまいて。ゴールドアクセをくわえたらステキなレディのおでましね。」
- 209　スイートプルーニャ（　　／黄・桃）
「マシュマロみたいなカーディガンであま～い女の子スタイル！やわらかそざいでやさしいきぶんになっちゃうね。」
- 210　ブレイニークレール（　　／黄・ 白）
「ストライプに白いラインがちょ→さわやかだよ！さざなみアクセ+おなかチラ見せでビーチのにんきもの。」
- 211　ロセットレジーナ（　　／赤・黄）
「クラシックドレスにファーボレロはあたらしい組み合わせだね。バラの花のかおりがただよってきそう！」
- 212　メリーパンプキン（　　／黄・青）
「ウキウキきぶんのオレンジにオータムカラーのあかるさプラス。すそひろがりにはしゃいだドレスがチャーミング。」
- 213　ミッドナイトライダー（　　／紫・黒）
「ライダースジャケットのインナーはタイトにまとめるのが◎バイカーガールになってとばしていこ→！」
- 214　プレシャスティレーニア（　　／青・紫）
「海の青さをうつしたようなチドリパターンが小イキなスーツ。みじかめそでにグローブ合わせがしーっくなかんじ。」
- 215　キャンティスマイル（　　／黄・紫）
「きるだけでハッピーになっちゃうカラフルファッションだよ☆ふんわりボアのきりかえがあったかポイント！」
- 216　ファンシーシャルロット（　　／青・桃）
「スカートまわりにリボンをかざってメリーゴーランドみたいだね。パステルブルーのスイートドレスでゆめみる気分。」
- 217　ブルーミンレース（　　／桃・ 白）
「はなやかレースをかれいにかざったロマンティックなピンクドレス。さきほこるようなあいらしさがステキだね。」

- LD-001
- LD-002
- LD-003
- LD-004
- LD-006
- LD-007
- LD-008　スイートエプロン（）
- LD-009
- LD-010
- LD-011
- LD-012
- LD-013
- LD-014
- LD-015
- LD-016
- LD-017　ピチダボスタイル（）

F（フットウェアカード）
靴を変更する際に使われるカード。
- 001　あつぞこピンクスニーカー（　　／桃）
「ぶかソックスとあつぞこスニーカーのベストコンビだよ。色を合わせると足ながさんに見えるよ！」
- 002　カラフルハートソックス（　　／赤）
「きまわしOKのカラフルソックスは、足もとおしゃれのきほん。□をあわせてキュートだね！」
- 003　みずいろハイカット（　　／青）
「ハイカットスニーカーは中見せテクで目立っちゃお☆パステルカラ×チェックがキイてるね。」
- 004　あみあげブーツ（　　／白）
「ほそめのヒールで大人なコーデもお手のもの！ミニスカートに合わせるとかっこよく決まりそうだね！」
- 005　レーシーヒール（　　／緑）
「レースストラップつきのおじょうひんサンダルだよ・つやサテン×ゴールドでレディーにへんしん！」
- 006　なでしこトングサンダル（　　／黄）
「アジアン風のトングサンダルはインパクト大！足首にまいたリボンで引きしめこうかもねらっちゃお☆」
- 007　ジュエリーサンダル（　　／青）
「ゴージャスサンダルでめざすはパーティープリンセス！いろんな色のほうせきがちょ～リッチだね。」
- 008　フラワーくしゅブーツ（　　／黄）
「花もようがキュートなくしゅブーツだよ！じょうひんコーデと合わせてあまからMIXが今風だよ。」
- 009　星つきJ.Lo風ブーツ（　　／青）
「ゆうめいなえいがスターから名前がついたブーツだよ。スポーティーだけど女らしいブーツだね。」
- 010　ボン×2レッグウォーマー（　　／黄）
「フワッとしたボン×2がキュートなレッグウォーマーだね。女の子っぽいコーデに合わせたいよね。」
- 011　クロスリボン（　　／紫）
「クロスしたリボンと左右のダイヤがちょ～セクシーだね。大人っぽいコーデに合わせてみて。」
- 012　パステルラブスニーカー（　　／桃）
「ピンクのチェックがキュートなスニーカーだよ。さりげについてる□マークで女の子をアピっちゃお。」
- 013　ピンクリボンヒール（　　／桃）
「白のヒールにピンクリボンが2つもついてるよ。めっちゃかわアイテムはっけんだね！」
- 014　ジャンピングエアバッシュ（　　／黒）
「てってーてきにスポーティなら大き目エアバッシュだね！ブルーとオレンジのさわやかコンビがグー」
- 015　グリーンティンカーヒール（　　／緑）
「ようせいみたいなふんわりレッグウォーマーにちゅうもく！とんがり白ヒールがキュートにマッチ。」
- 016　レインボースニーカー（　　／紫）
「カラフルソックスでスポーティーをきどっちゃお。★アクセつきのくつひもにもおしゃれわざあり！」
- 017　フリ×2ローヒール（　　／赤）
「リボンヒール+レースソックスでかわいささいこうレベルだね。赤でまとめたラブリースタイル！」
- 018　ホワイトあつぞこサンダル（　　／紫）
「ボーダーソックスとレッグウォーマーのかさねばきで足もとおしゃれはカンペキだね☆」
- 019　さわやかレモンスニーカー（　　／黄）
「レモン色とさわやかグリーンがキメテのスニーカーだよ。たてラインのスポソックスで足ながこうかバツグン！」
- 020　トリオリボンブーツ（　　／黄）
「ブーツにプリティデコレーション！3つのリボンとパールのアンクレットで足もとおしゃれじょうずだよ☆」
- 021　コバルトカフスヒール（　　／青）
「足首のカフスがポイントのハイヒールだよ☆さわやかブルーがキュートにもクールにも見せてくれるねっ！」
- 022　クールスターソックス（　　／青）
「シンプルロースニーカーはカジュアルのマストアイテム。でか★ソックスがクールなアクセントだね！」
- 023　アラビアンミュール（　　／桃）
「エキゾチックはもようのすずしげミュールだよ！ツンととがったつま先でアラビアンナイトきぶん☆」
- 024　しま×2ハイヒール（　　／黒）
「シマウマ柄がポイントのセクシーヒールだよ。ふたつの金色チェーンがとってもゴージャス！」
- 025　シャイニープラネット（　　／赤）
「赤と白のメリハリコンビカラーでおてんばアピールしちゃうよ！赤いアンクルベルトがキイてるね。」
- 026　ジッパーパンプス（　　／青）
「ジーンズリメイクのオシャレなパンプスだね！カジュアルヒールはパンツスタイルも女らしくみえるよ。」
- 027　オリーブローファー（　　／緑）
「グリーン×ホワイトがさわやか度めんてんだね。こん色ソックスをあわせればグッと引きしまるよ！」
- 028　パッションピンクブーツ（　　／桃）
「サイドのレースアップとワンポイントがちょ～キュート！高めのヒールであしながアピールはおまかせ！」
- 029　リボンあみあげヒール（　　／青）
「そらいろヒールに白いレースがスノーフレークみたい！リボンをキュッとむすんだらすてきなダンスをおどりましょ！」
- 030　スマートバンジー（　　／紫）
「ボタンつきのベルトがとってもエレガントなブーツだよ。サイドに入ったパイピングがオシャレポイント！」
- 031　ミルキーアーガイル（　　／緑）
「おしゃまなローファーはお姉さんスタイルにもバッチリだね。パステルカラーのくつしたでスイートさUP！」
- 032　ディープミントブーツ（　　／緑）
「みどりのブーツにまっ白フリルがとってもキュート。あみあげリボンでガーリーにきめたいな♡」
- 033　クイーンローズ（　　／赤）
「エレガントなハイヒールでロイヤルクイーンをきどるよ。足首のフリルストラップがおじょうひんなかんじ。」
- 034　ヒーロースニーカーブーツ（　　／緑）
「かっこよくきめたいならスニーカーブーツははずせないよね。ヘビロテまちがいなしのアイテムだよ☆」
- 035　エレカジローファー（　　／桃）
「白×プラムのツーロンがオシャレなとんがりシューズだよ。パンツスタイルでかっこよくはきこなしたいね。」
- 036　ビビットコルクソール（　　／赤）
「ビビットカラーの子ルクソールでちょ～夏気分！かかと高めサンダルは足ながさんに見せてくれるよ。」
- 037　ベルクロラディッシュ（　　／赤）
「ベルクロタイプのアクティブスニーカーだよ。ルーズけいパンツにあわせてもバランスよくきまりそう！」
- 038　スカッシュヒールスニーカー（　　／緑）
「ハイテクスニーカーにヒールがついちゃったと！ミニスカと合わせてあまからMIXにチャレンジ。」
- 039　スキップリボンパンプス（　　／青）
「オープントゥやリボンのトッピングがレディムードたっぷり！ふんわりスカートに合わせたらさいきょうのモテガールだよ！」
- 040　フレッシュマンゴスチン（　　／緑）
「マンゴスチン風アクセがキュートなサンダルだよ。りゅうこうのナチュラルアイテムはバッチリおさえておこ→☆」
- 041　エーデルヴィオレッタ（　　／紫）
「ビューティーリッチなジュエリーヒールだよ。ほそみのゴールドストラップがじょうひんレディをえんしゅつするよ。」
- 042　スターダストハイヒール（　　／桃）
「キラキラ好きにはたまらないハイヒールだね。Tストラップで足がすらっとキレイにみえちゃうよ！」
- 043　ラティオウエスタン（　　／黄）
「ウエスタンブーツはボーイズスタイルでクールにきめちゃお！トライバルハートであまさひかえめ☆」
- 044　でこリボンヒール（　　／青）
「おおきなリボンストラップのおでこぐつでオトメパワーさくれつ！太めのストレートヒールがモードなかんじ。」
- 045　とんがりオレンジヒール（　　／黄）
「スポーティーなおねえさんミュールで女らしさ上げちゃお！レースアップがとびきりキュートなアイテムだね♪」
- 046　リゾートクロスアップ（　　／黄）
「ほそみリボンのすずしげリゾートサンダルだよ。3色づかいのパステルカラーで夏の足もとおしゃれさん。」
- 047　ピーチデコレヒール（　　／桃）
「レース柄ヒールはかわいいドレスとあいしょうバツグン。リボン通しストラップでプリティさUPだね。」
- 048　スイートマカロン（　　／桃）
「メレンゲカラーのロングブーツはスイートスタイルに合わせたいね。ちょこんとリボンにキュンとしちゃう！」
- 049　ピスタッチブーツ（　　／緑）
「ピスタチオカラーで足どりかるくレッツステップ！ナチュラルテイストロングブーツはミニスカートにあわせたいね。」
- 050　カモミールサンダル（　　／緑）
「フレッシュグリーンサンダル×カモミールフラワーでさわやかプラス。レースのアンクレットがプリティグッドだね。」
- 051　カルカーニョメッシュ（　　／紫）
「かかとメッシュの夏気分ヒールだよ。パープル×ゴールドのエレガントカラーで大人スタイルもバッチリだね。」
- 052　オレンジメッシュスニーカー（　　／黄）
「ボーイッシュスタイルならストけいスニーカーは外せないよ！パンツスタイルでかっこよくキメ！」
- 053　にじいろヒール（　　／白）
「つややかレインボーカラーにひとめぼれ♪ころんとしたラウンドトゥがキュートさアップのひみつだよ。」
- 054　リトルハートヒール（　　／赤）
「小さなハートがチャーミングなヒールだよ。赤・白・ピンクのなかよしｶﾗｰはラブリーガールにぴったりだね。」
- 055　パーリッシュヒール（　　／白）
「しろいヒールはロマンチックなおひめさまになれちゃうアイテムだよ。かかとレースでうしろすがたもバッチリだね。」
- 056　ひだまりソックス（　　／白）
「お日さま色のソックスでうき×2気分になれちゃうね。白スニーカーにオレンジプラスで元気いっぱい☆」
- 057　メディオアーミーブーツ（　　／黄）
「おりかえしためいさい柄と★ストラップホルダーがクール！カジュアルに合わせればちょ→ワイルドだね！」
- 058　ラセットリーフブーツ（　　／黄）
「はっぱもようのカットワークがとくちょうてきなブーツだよ。ブローチつきのくる×2リボンがプチチャーミング。」
- 059　サウスアイランド（　　／緑）
「ハイビスカスにさわやかカラーで南国気分♪あつぞこ+トングサンダルで元気じるし◎」
- 060　リンクルフローレット（　　／黄）
「リボンをむすべばくしゅっとキュートなブーツだよ☆ハイソックスと合わせればスカートとあいしょうばつぐん！」
- 061　チッパーラバーソール（　　／赤）
「ボーイッシュなラバーソールでストリートロック。オレンジチェックのソックスで元気にまちにとび出しちゃお！」
- 062　スーオパッショーネ（　　／黄）
「トルコブルー×白もようがポイントのレザーサンダルだよ。いこくのリゾート気分で、お空にだってとんでいけそう♪」
- 063　ハートブランシェ（　　／紫）
「ホワイトカラーにパステルフリルでピュアキュートなヒールだよ。レースとハートのアクセサリーはラブリーコーデのきほん！」
- 064　トゥインクルウォーマー（　　／青）
「★モチーフいっぱいのヒール＆ウォーマーだよ。キュートなふくと合わせて、お星さまのようにかがやいて！」
- 065　ハートジップアップ（　　／赤）
「♡チャームのいちでふんいきがかわるよ。その日の気分で高さをかえて楽しんじゃお♪」
- 066　ブラウンカウスニーカー（　　／白）
「ハラコそざいのカウ柄スニーカーはインパクト大！ブラウン系ならどんなコーデにもおまかせだね☆」
- 067　ハッピーボーダーソックス（　　／緑）
「パステルカラーのボーダーソックスがとってもキュート。スニーカーの☆マークがあそびゴコロまんてん！」
- 068　クレアオープンヒール（　　／青）
「大人っぽいオープンヒールにピンクフリルがキュートにマッチ。エレガントなバックストラップにみんなちゅうもく！」
- 069　シルキースノー（　　／紫）
「雪のけっしょうがポイントのシルクヒールだよ。かれんなふくと合わせたら、すてきなレディのできあがり！」
- 070　フルールオランジェ（　　／黄）
「サイドにさいた大ぶりのお花が、ぱっと目をひくヒールだよ。ゴールドオレンジカラーではなやかさまんてん！」
- 071　マリンプロムナード（　　／青）
「ブルーグラデのソールではまべにいる気分！マリンスタイルですずしげな足元をえん出」するよ☆
- 072　ブラックピッカンシューズ（　　／黒）
「黒と赤のスパイシーカラーのトレッキングシューズだよ。小ぶりのハートアクセでちょいあまテイストもプラスしちゃお！」
- 073　ルミナスタッズブーツ（　　／緑）
「デニムブーツにスタッズアレンジでスマートラグジュアリー。きれいピンクのほそみヒールでクールガール☆」
- 074　スイートロリポップ（　　／桃）
「キャンディカラー+ぽってりラインでカワイさぜんかい！オトメゴコロがくすぐられちゃうアイテムだね！」
- 075　ビューティフルセレブ（　　／黒）
「カラフルに光るほうせきをぜいたくにつかってちょーリッチ！パーティーでみんなのちゅうもくあつめちゃお！」
- 076　シャルムブーツウォーマー（　　／桃）
「ブーツウォーマーであったかキュートな足もとオシャレ。チョコレート色のポイントカラーでとびきりあまいコーデをどうぞ！」
- 077　ジッパートリック（　　／黄）
「サイドの火のたまワッペンがオイップにコーデをえんしゅつするよ♪ちょっとはじけたアクティブスタイルがたのしいね。」
- 078　フローラルオーシャン（　　／黄）
「ハデ×2ウェッジソールでトロピカルガールにへんしん☆お日さまの」
- 079　ティアーラアンジェリーク（　　／青）
「ティアラのアンクルストラップでゴージャスに大へんしん。やわらかカラーのドレスでレディライクにきめてみよ。」
- 080　ポッペンサボ（　　／青）
「ぽっこりシルエットがキュートなサボだね。シンプルコーデに合わせたら、メリハリスタイルでオシャレじょうず。」
- 081　ポックリボン（　　／桃）
「おもいっきりこせいてきにきめるならコレ！！ぽっくりみたいなサンダル+ルーズソックスはニューテイスト☆」
- 082　スタッズクラスター（　　／紫）
「おりかえしのキラッとゴールドがスパイシー！つよめカラーのむらさきもコーデのポイントにだいかつやく！」
- 083　クールストリーク（　　／紫）
「大人めハイヒールはあえてカジュアルソックスをチョイス！はやりのはずしスタイルでおしゃれさんになれちゃうね☆」
- 084　ライニーバスケット（　　／青）
「スニーカーなのにちょこっと足見せがとってもキュート☆きいろのストラップをとめて元気なダンスで注目度アップ！」
- 085　グレイスアメジスト（　　／紫）
「さりげなモノグラムがオトナコーデのカギになるよ。ブーツとサンダルのドッキングで、クールにかわいくMIXスタイル。」
- 086　パチパッチスニーカー（　　／緑）
「パンツにもスカートにもコーデできちゃう、ナチュラルテイストのハイカットだよ。パッチワークでそんざいかんもグ→☆」
- 087　メリーステップ（　　／黄）
「さわやかライムカラーがやさしいイメージだね！すてきなダンスでながれるパールがキラメクよ☆」
- 088　リップルペール（　　／青）
「まるいフォルムとネコあしheelがれとろすいーとだね。ふり×2ドレスとあわせたプチロリスタイルにキュン！」
- 089　リリーライム（　　／黄）
「さわやかライムカラーがやさしいイメージだね！すてきなダンスでながれるパールがキラメクよ☆」
- 090　ラティーナテラコッタ（　　／桃）
「たいようみたいなグリッターラメがとこなつきぶん！とがったつまさきでおねえさんテイストなのもGOOD！」
- 091　マーチングスニーカー（　　／赤）
「おもちゃの国から来たちょ→カラフルスニーカー！ひもなしだからうごきやすさバツグン☆」
- 092　シフォンセレスティア（　　／紫）
「つややかパープルでちょっと大人なおひめさま。ふんわりフリルときらめきジュエリーであしもとゴージャス。」
- 093　プリチェリーソックス（　　／桃）
「ローヒールパンプは、女の子カジュアルのつよいみかた！えりつきソックスとリボンアップでおすましフェミニン。」
- 094　ロマキュンハート（　　／緑）
「ハート×リングアクセでちょいあまエレガンス。ミニスカートに合わせれば、すっきりスタイルびじんになれるかも！」
- 095　キャンディアモール（　　／緑）
「ラウンドトゥとキャンディーハートがラブリースタイルにぴったり。太めのヒールのやさしいラインもかわいさアピールだよ！」
- 096　あみこみストラップヒール（　　／赤）
「夏っぽさをアピっちゃうならストラップサンダルがオススメだよ。ゴールドのポイントでオシャレイチバンのり！」
- 097　サニーガーデン（　　／黄）
「おひさまの下をかけまわりたくなっちゃうような元気シューズ。マジックテープだからはきやすさバッチリだね！」
- 098　グリッターロード（　　／白）
「ステップするときらめく足もとにみんな注目！レインボーラインが目じるしのメタリックブーツだよ。」
- 099　プリンクレースアップ（　　／黄）
「大人っぽいドレスに合いそうなシンプルなヒールだね。サイドのあみ上げたリボンがエレガントでしょ。」
- 100　やわらかムートンブーツ（　　／黄）
「ムートンブーツにやわらかニットがやさしいかんじ。ひょっこりのぞいたソックスでもっとかわいくなっちゃうよ☆」
- 101　ソアリンウィング（　　／白）
「トレードマークの大きなはねで空をとべちゃうかも！？ミニスカコーデでエナメルブーツみせつけちゃお。」
- 102　フォーマルマルシェ（　　／青）
「あるきやすさピカイチのローテクシューズでおさんぽしたいね。なごやかみどりのベルトがキュート。」
- 103　ポリーシェルピンク（　　／桃）
「ラブリーフォルムがじょうひんなラウンドトゥのおすましヒール。あいされピンクがすてきなドレスの足もとかざるよ。」
- 104　プリティブロッサム（　　／白）
「ひかえめヒールに小花をそえてせいそによそおうプリンセエス。かかとにさいた小さなつぼみがかわいらしさをさかせるよ！」
- 105　エアリアルヴェール（　　／白）
「ナナメラインにリボンをかけたスリム足のおめかしヴェール。ひらひらゆれるみずいろフリルでかろやかダンスおどりましょ。」
- 106　キルシェリッター（　　／桃）
「クラシカルなジョッキーブーツもさくらんぼ色でガーリーチェンジ。ハートチャームで足もとかわいくかざっちゃお。」
- 107　ジッピードライブ（　　／桃）
「ボーイッシュなスニーカーだけどおもいきってピンクをセレクト！ポイントカラーにもつかえるグッドアイテムなの。」
- 108　ホッピンホットミーテ（　　／黄）
「キャンディつつみのウォーマーにキュートリボンのラッピング。かわいさいっぱいつめこんではずむ気もちがうれしいね、」
- 109　リボンマキアージュ（　　／桃）
「ソフトピンクがあいらしいおおきなリボンでメイクアップ。白いレースがかれんにはえるロマンティックなハイヒール。」
- 110　ミストグリーンウォーマー（　　／緑）
「ぬくもりいっぱいふわふわニットでチャーミングな足もとに。レースソックスのかさねばきがナイスバランスだね。」
- 111　チェルクコースト（　　／桃）
「シャープなヒールサンダルでググっとクールにきめちゃうよ。かつんとカカトをならしならみんながふりむくモテガール☆」
- 112　バニティーレオパード（　　／赤）
「ひょう型＆ルージュレッドはイケイケガールにはずせないカラーだね！あこがれジュエリーでさらにゴージャスに。」
- 113　もこ×2モコベルト（　　／緑）
「ダウンジャケットみたいなちょ→もこもこブーツだよ。明るくてやさしい色だけどあったかさはナンバー1☆」
- 114　マリンスターミュール（　　／青）
「トップにきらめく大きな★がフューチャーテイストぜんかいミュール。クリアそざいでトレンドキープもバッチリね！」
- 115　ラウンドMヒール（　　／黒）
「M字になっているつま先がデザインポイントだよ！おもいきってパンツに合わせるとマッチしちゃうかも。」
- 116　スパンディートレッド（　　／黒）
「さむい日のあしもとはふわふわつきのブーツがイチバン！黒のハイソックスはひきしめやくだよ。」
- LF-010　カラフルハートソックス（002）
- LF-011　ボン×2レッグウォーマー（010）

S（スペシャルカード）
髪の色を変えたり、着替え時間を増やしたり等、特別な役割を持つカード。
- 001　ミラクルファンデーション（　　／黄・白・黒）
「はだの色がかわっちゃうミラクルカードだよ。あなたはギャル風でいく？それともガーリー風？」
- 002　マジカルヘアカラー（　　／黄・紫・緑・黒）
「かみの色をかえちゃうマジカルカードだよ。どの色でコーデする？」
- 003　ミラクルヘアカラー（　　／赤・桃・黄・白）
「かみの色がかわっちゃうミラクルカードだよ。あなたのおしゃれにはどの色がベストかな？」
- 004　マジカルタイムプラス（　　／桃）
「おしゃれする時間がのびるカードだよ。たっぷりおしゃれして、ポイントアップしちゃお♡」
- 005　ミラクルフットカラー（　　／？？）
「くつの色がかわっちゃうミラクルカードだよ。なに色になるかつかってからのおたのしみ□」
- 006　ミラクルアイウェア（　　／？？）
「かわいいメガネをえらべちゃうミラクルカードだよ。じまんのコーデのアクセントにつかっちゃお！」
- 007　マジカルアイウェア（　　／？？）
「いろんなメガネが出てくるマジカルカードだよ。上手につかってオシャレセンスアップしよ☆」
- 008　ゴージャスアイウェア（　　／？？）
「きらきらメガネがえらべちゃうカードだよ。ワンランク上をめざしてだれよりも目立っちゃお！」
- 009　マジカルハットカラー（　　／？？）
「ぼうしの色をかえちゃうマジカルカードだよ。あなただけのオリジナルコーデを見つけてね☆」
- 010　ミラクルタンバリン（　　／-）
「いろんなタンバリンにかわっちゃうカードだよ。あなたのお気に入りのタンバリンでダンスもノリ×2だね！」
- 011　キュートアイウェア（　　／？？）
「かわいいデコメガネが出てくるカードだよ。ビックフェイスでかおまわりにインパクト！」
- 012　クールアイウェア（　　／？？）
「かっこいいメガネがえらべちゃうカードだよ。クールなカラフルフレームにひとめぼれ☆」

### P（プリンプアップカード）
- 001　マジョレッドコーデ
「ラブのおすすめコーデにへんしんできちゃうカードだよ。キュートでステキな女の子めざしちゃお！」
- 002　マジョブルーコーデ
「ベリーのおすすめコーデにへんしんできちゃうカードだよ。クールでステキな女の子めざしちゃお☆」
- 003　シリリーキューピッドコーデ
「ラブのおすすめコーデにへんしんできちゃうカードだよ。おちゃめなおてんばレディのできあがり！」
- 004　アーチスマイルコーデ
「ベリーのおすすめコーデにへんしんできちゃうカードだよ。ステキなおすましレディのできあがり！」
- 005　ピンキッシュサイケ
「ラブのおすすめコーデにへんしんできちゃうカードだよ。かわいくキメるならプチギャルコーデにけってい！」
- 006　クールバイキング
「ベリーのおすすめコーデにへんしんできちゃうカードだよ。かっこよくキメるならかいぞくコーデにけってい！」

その他
DSコレクションでのみ使用できるカード。

## サウンドトラックCD
1. 『オシャレ魔女♥ラブandベリー 2005秋冬ソングコレクション』（2005年12月8日発売）
2. 『オシャレ魔女♥ラブandベリー 2006春夏ソングコレクション』（2006年4月6日発売）
3. 『オシャレ魔女♥ラブandベリー 2006秋冬ソングコレクション』（2006年9月29日発売）
4. 『オシャレ魔女♥ラブandベリー 2007春夏ソングコレクション』（2007年3月15日発売）
5. 『オシャレ魔女♥ラブandベリー 2007秋冬ソングコレクション』（2007年9月20日発売）
6. 『オシャレ魔女♥ラブandベリー 2008コンプリートソングコレクション』（2008年6月5日発売）

## 登場キャラクター

### メインキャラクター
2人は普段は仲良しだが、オシャレに関してはお互い競い合うライバルの関係へと変わる。目標は「ナンバーワンのオシャレ魔女になる」ことである。なお、彼女たちの年齢は「オシャレ魔女ねんれい」という設定の上での年齢である。
ラブ（Love）
声：今野宏美
オシャレ魔女年齢14歳、誕生日は9月6日、身長150cm、体重ヒミツ、O型。明るく元気なところが取り得の女の子。キュートなコーディネートを好む。パッチリとした大きな瞳がチャームポイント。通常の髪の色は茶色い。
後述の映画版では、人間の父とオシャレ魔女の母との間に生まれたハーフという設定になっている。
『ひみつのアイプリ』では超人気デュオ「オシャレ魔女」として、ベリーと共にひまりとみつきがアイプリバースで出会ったという設定である。
名前の由来は開発チームリーダーの植村比呂志の娘の名前をヒントにしたもの。
ベリー（Berry）
声：柳井久代
オシャレ魔女年齢14歳、誕生日は11月11日、身長152cm、体重ヒミツ、A型。冷静で堅実なところが取り得の女の子。クールなコーディネートを好む。左目の下にある星型のほくろがチャームポイント。通常の髪の色は青い。
後述の映画版では、名門オシャレ魔女の家系の落ちこぼれという設定。
『ひみつのアイプリ』では超人気デュオ「オシャレ魔女」として、ラブと共にひまりとみつきがアイプリバースで出会ったという設定である。
名前は言葉の響きで決められた。

### サブキャラクター
イザベラ（Izabera）
オシャレ魔女年齢63歳、誕生日は不明。オシャレ魔法学園の園長。DSコレクション・映画版・漫画版に同名のキャラクターが登場するが、同一人物かどうかは不明。特に漫画版は、尖った黒い帽子に黒マント、大きな鼻、と、おとぎ話に登場する「魔女」のイメージで、他とは明らかにルックスが異なる。アーケード版では「ふたりできょうりょく」でクリアポイントを設定する。
ブラッド（blood）
映画版に登場。オシャレ魔法学園の教師。作中では悪役として描かれており、ラブとベリーを見下したり差別的な発言をしたりするが根っからの悪人というわけでもなく、ラブとベリーが一定の成果を出した際には素直に認めていた。
ミーシャ（Miesha）
オシャレ魔女年齢17歳、誕生日は11月24日、身長153cm、体重ヒミツ。A型。オシャレ黒魔法を使ったことで、オシャレ魔法学園を退学になった。DSコレクションと漫画版に登場の後、アーケード版では2008夏バージョンにてプレイヤーキャラクターとして選択できるようになった。セクシーなコーディネートを好む。
ラキア（Laquia）
ミーシャがいつも連れているペット。ミーシャとの間でのみ会話をすることができる。DSコレクションに登場。
コースケ（Kosuke）
年齢15歳、誕生日は9月19日。身長167cm、体重58kg。趣味はストリートダンス。フルネーム後藤公介（ごとうこうすけ）。DSコレクションにのみ登場。
タクミ（Takumi）
年齢16歳、誕生日は11月30日。身長172cm、体重60kg。趣味はショッピング。フルネーム日下部拓海（くさかべたくみ）。DSコレクションにのみ登場。
ユウヤ（Yuya）
年齢17歳、誕生日は9月24日。身長173cm、体重65kg。趣味はサーフィン。フルネームは中村悠也（なかむらゆうや）。
ゴロー（Goro）
年齢18歳。誕生日は7月26日。身長175cm、体重66kg。趣味はレコード集め、料理。フルネームはゴロー・ノズウェイ。
カズキ（Kazuki）
年齢14歳。誕生日は7月22日。身長165cm、体重52kg。趣味はカラオケ。フルネームは近野一樹（こんのかずき）。

## 漫画

### 主な連載・記事掲載雑誌
全て小学館から発行されている雑誌である。
- めばえ
- 幼稚園
- 学習幼稚園
- ぷっちぐみ
- ちゃお
- 小学館学年誌
  - 小学一年生
  - 小学二年生
  - 小学三年生
  - 小学四年生（記事掲載のみで漫画は無し）
- オシャレ魔女♥ラブandベリー オシャレファンブック（季刊ペースで発行）

漫画版には溝口涼子作とこむろえ〜こ作の物がある。ゲームとはキャラクターデザインが全く異なり、少女漫画風になっている。

### 漫画オリジナルキャラクター
レイ
イザベラのライバルの助手のオシャレ魔女。
ライ
レイの相方のオシャレ魔女。お嬢様風の言葉遣いをする。
サユリ
車椅子に乗っている美少女。家はかなりの金持ちでいつも執事がついている。かつてバレエを習っており、賞を多くとっていたが、それを妬んだ親友の裏切りによって転落して足を怪我し、それ以来友情を信じられなくなる。ラブとベリーの仲を引き裂こうとし、ラブに陰湿な嫌がらせを繰り返し、ベリーにラブを悪く思うよう吹き込むなど、かなりの外道だったが、ラブとベリーの尽力によって改心する。
ナオト
ベリーが想いを寄せている少年。サユリの卑劣なたくらみに巻き込まれてしまう。

## オシャレ魔女♥ラブandベリー 〜DSコレクション〜
2006年11月22日にセガからニンテンドーDS用ソフト『オシャレ魔女♥ラブandベリー DSコレクション』が発売された。開発はインディーズゼロが担当。
ソフトにロムカセット型のカードリーダーである「オシャレまほうカードリーダー（型番HCV-1000）」が付属し、ニンテンドーDSおよびニンテンドーDS LiteのGBAスロットに挿入することでアーケード版のオシャレまほうカードをそのまま使用できる。オリジナル仕様のDS Lite本体（ノーブルピンク）と音楽CDが付属する限定版、スペシャルパックもあった。通常版ではカードリーダーの色は白だが、スペシャルパックでは付属のDS Lite本体と同じピンク色。
なお、通常版の白はその後発売された「甲虫王者ムシキング スーパーコレクション」および「カードであそぶ！ はじめてのDS」でも同一の製品が付属カードリーダーとして使いまわされた。ニンテンドーDSi以降のハードではGBAスロットが廃止されたため、これら3つのタイトルは共にプレイ自体が不可能となった。
カードが10枚付属するほか、ゲーム内で仮想のカードを自作可能。
出荷本数は同年12月に100万本を突破。セガの国内向け家庭用ソフトとしては1995年に発売されたセガサターン版『バーチャファイター2』以来、2本目のミリオンセラーを記録した。
日本ゲーム大賞2007年度特別賞受賞。

## 映画
2007年3月21日、『オシャレ魔女♥ラブandベリー しあわせのまほう』のタイトルでアニメーション映画化された。制作はセガ、トムス・エンタテインメント、配給元は松竹。担当声優はアーケード版と同じである。通常のシーンは「アニメ調」、ダンスシーンはゲームと同様に3次元コンピュータグラフィックスになっている。同時上映作品は『甲虫王者ムシキング スーパーバトルムービー 〜闇の改造甲虫〜』で、興行収入は5億円を記録した。
映画『オシャレ魔女♥ラブandベリー しあわせのまほう』では、ラブとベリーのキャラクターに3DCGアニメーションが作成ある。これらの3DCGアニメーションパートはMayaで作成され、Mental rayでレンダリングある。

### スタッフ
- 監督、絵コンテ、演出、音響監督：望月智充
- 脚本：国井桂
- 音楽：MOKA☆
- 総作画監督・キャラクターデザイン：門之園恵美
- 制作：トムス・エンタテインメント

### 声の出演
- ラブ：今野宏美
- ベリー：柳井久代
- ショウ：甲斐田ゆき
- ユミ：矢島晶子
- イザベラ先生：野沢雅子
- ベルル：子安武人
- ブラッド先生：郷田ほづみ
- 伝説のオシャレマスター：島本須美
- ラジオDJ：中村あゆみ
- マリア先生：虻川美穂子 （北陽）
- オシャレ魔法学園の生徒：伊藤さおり（北陽）

## コンサート
2007年3月29日に愛知県芸術劇場・大ホール、同4月7日にフェスティバルホール、同4月15日にパシフィコ横浜・国立大ホールにて、『オシャレ魔女 ラブandベリー マジカルコンサート〜オーケストラと夢みるステージ〜』が、各会場にて2公演ずつ開催された。このコンサートのために特別編成された「東京シンフォニー・マジカルオーケストラ」が奏でる本作の曲にあわせて、“ラブ”と“ベリー”に扮したパフォーマーが歌やダンスを披露した。
演奏曲一覧
1. 「フィガロの結婚」
2. 「Re-Born」
3. 「ナツ e ナツ」
4. 「KIRAKIRAマーメイド」
5. 「それがなつなの」
6. 「ミラーボール大作戦」
7. 「ねぇみて！」
8. 「らぶりぃスマイル」
9. 「まちでうわさの…」
10. 「おねがいかなえて」
11. 「パパのバースディ」
12. 「はるのこえ」
13. 「はなのワルツ」
14. 「うつくしきあおきドナウ」
15. 「TOMODACHI」
16. 「にじいろのなみだ」
17. 「ABC de 大丈夫！」
18. 「Re-Born（ロングバージョン）」
19. 「エンジェルンルン」
20. 「またあしたね（ロングバージョン）」

## 関連商品・サービス
最盛期の2005年にはゲームに登場したデザインの洋服や靴などを実際に販売するショップ、LB Style Squareがオープンしていたこともあり、当時はゲームメーカーとしては初のアパレル参入も話題になった。現在は展開終了済み。また、こども写真館でも、期間限定でゲームに登場するドレスを愛娘に着せ、写真やポスターにするサービスが企画されていた。
2006年夏に神奈川県藤沢市の東片瀬海岸にて、公式の海の家が開設された。
2016年9月16日に、セガ・インタラクティブのネイルプリント機『ネイルプリ』のアプリ素材としてシリーズ復活を果たした。
2024年 プレミアムバンダイにて音声内蔵玩具や関連商品を多数発売。

## カードファイト!!ヴァンガードとのコラボ
2024年、ブシロードの人気カードゲーム『カードファイト!!ヴァンガード』とのコラボで、「天智覚命」と併せて10月11日に発売された。外見の一部はアーケード版からの収録カードを全37種としている。